# Volkswagen Golf
Volkswagen Golf je nejdůležitějším modelem německé automobilky Volkswagen, patří k celosvětově nejprodávanějším automobilům vůbec a jedná se o nejprodávanější automobil Evropy. Jeho jméno je odvozeno z německého označení pro Golfský proud – Golf-Strom. Ve Spojených státech byla první a pátá řada prodávána pod názvem Rabbit (česky králík). V Mexiku se první řada prodávala pod názvem Caribe a v Kanadě a v Jihoafrické republice pod názvem City Golf. Pod tímto názvem se v Kanadě, Brazílii a Argentině prodává i čtvrtá generace těchto automobilů. V roce 2020 se vyráběla osmá generace.
Golf patří do kategorie aut nižší střední třídy a v Německu se podle něj tato třída také někdy nazývá „Golf-Klasse“. Navržen byl především jako rodinný automobil, ovšem díky sportovním verzím, kabrioletům, terénním a užitkovým provedením se stal oblíbeným i mezi mladými lidmi a mezi drobnými podnikateli. Díky své pověstné kvalitě je oblíben i u starších řidičů. V roce 2007 překročil počet vyrobených Golfů hranici 25 milionů.
Golf se vždy vyráběl jako třídveřový nebo pětidveřový hatchback. V třídveřovém provedení původně vznikala většina vozů. První a třetí generace byly vyráběny i jako kabriolet (čtvrtá generace vycházela z třetí, jen byla opticky sladěna se čtvrtou generací), ale i druhá generace mohla být individuálně získána v této karosářské variantě, jejíž produkci zajišťovaly malosériově tuningové firmy. Od třetí generace je součástí nabídky karosérie kombi s obchodním označením Variant. K modelu Golf tradičně patří i sportovní verze GT a GTI s benzínovým motorem a GTD s dieselovým motorem, časem se objevily i další sportovněji laděné modely jako VR6 nebo R32 s pohonem všech kol. Od roku 1972 byly tyto vozy montovány taktéž v dnešní Bosně a Hercegovině. Model páté generace s karosérií kabriolet se prodává pod názvem Eos, na rozdíl od dřívějších kabrioletů má místo plátěné pevnou skládací střechu. Od páté generace jsou odvozeny i MPV Golf Plus a SUV Volkswagen Cross Golf. Od šesté generace je opět odvozen kabriolet s plátěnou střechou. Automobilka Volkswagen plánovala vyrábět šestou generaci do konce roku 2011, kdy byla nahrazena novou generací. Současná generace by měla být nahrazena v červnu 2019 v pořadí již osmou generací.

## První generace (A1/Typ 17, 1974–1984)

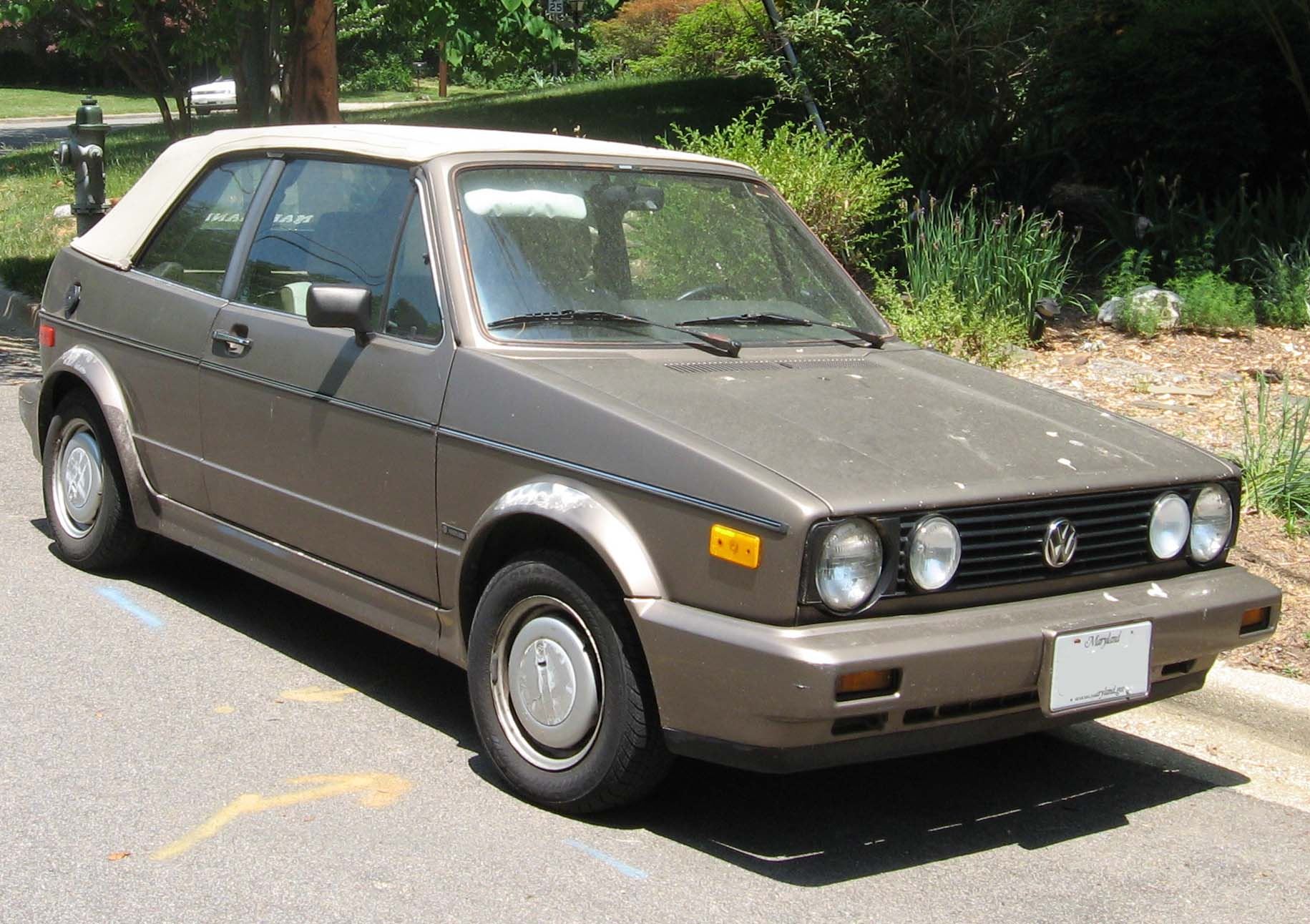
Golf kabriolet první generace

První generace Volkswagen Golf nesla interní označení Volkswagen 17. Veřejnosti se představila v květnu 1974 jako nástupce Brouka, jehož výroba byla v Německu ukončena až v lednu 1978 a pokračovala v Brazílii a v Mexiku až do roku 2003, ale šlo o předválečný model. Jeho nahrazení urychlilo vydání knihy Ralpha Nadera Unsafe at Any Speed (Nebezpečný při jakékoli rychlosti), která kritizovala bezpečnost Chevrolet Corvair, ale vyvolaná masová hysterie snížila v USA i prodej Brouků jako vozů totožné koncepce s motorem vzadu a pohonem zadních kol. Tato koncepce začínala být zastaralá a Volkswagen chtěl dohnat konkurenci. 

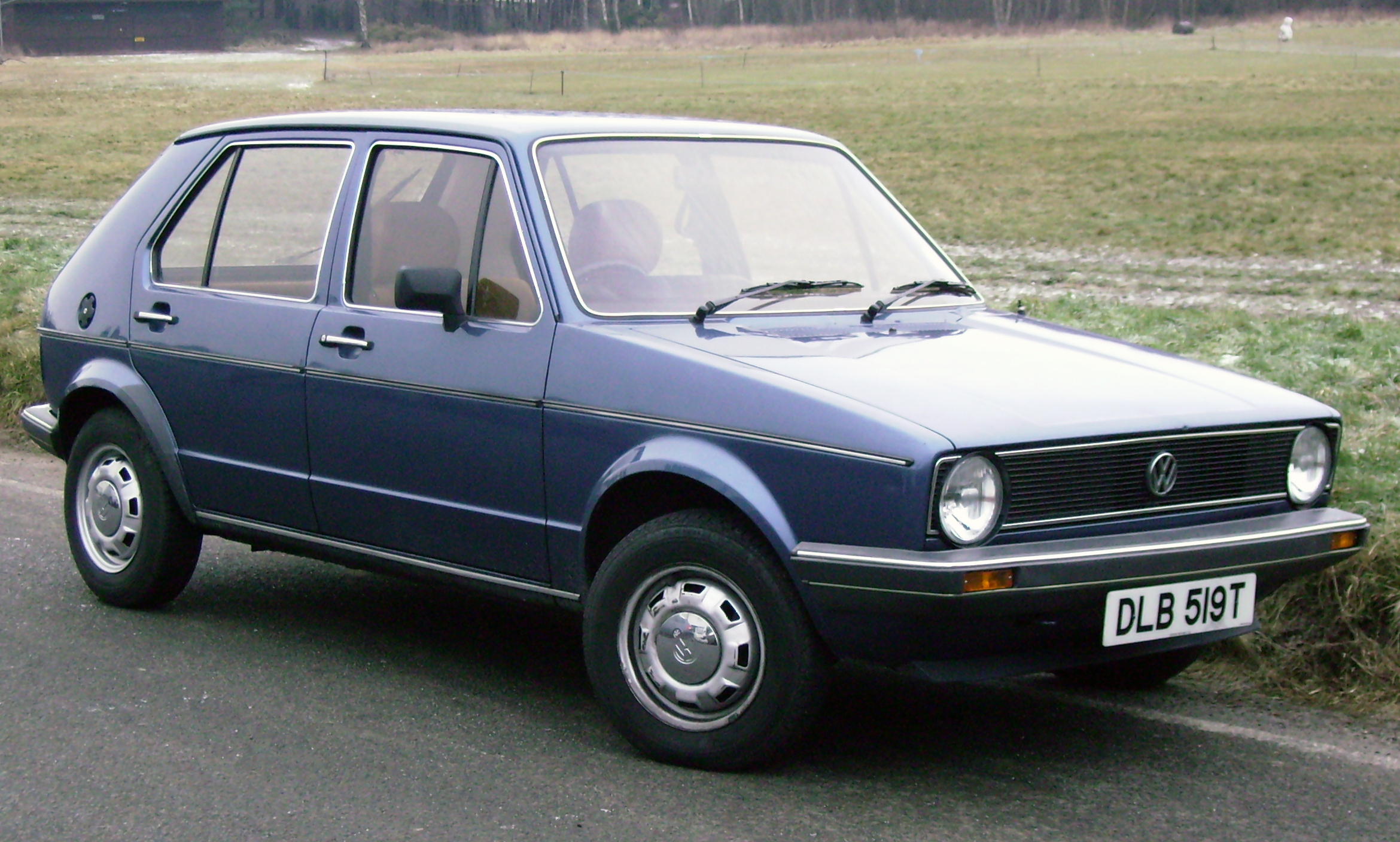
Golf první generace

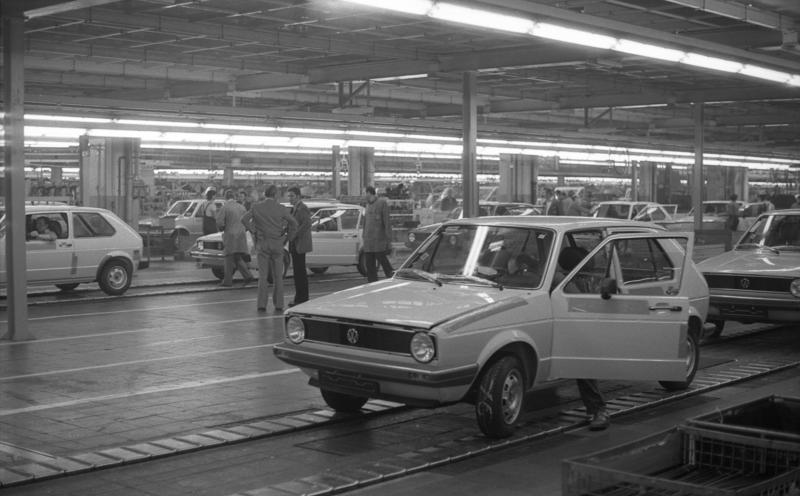
Montážní linka ve Wolfsburgu, 1978

V té době vláda Ericha Honeckera zastavila vývoj mnohem menšího Trabantu a prototypy nechala zlikvidovat. Podle konstruktérů jeho plány prodala Volkswagenu. Golf byl ovšem zcela odlišně konstruován a měl samonosnou ocelovou karoserii. Jeho první generaci stylisticky navrhl Ital Design Giorgetta Giugiara, kterému byl dán za vzor rozmontovaný Fiat 128. Golf jako zástupce nižší střední třídy s předním pohonem byl designově sjednocen s modelem Passat a vycházelo z něj kupé Scirocco. Typickým prvkem první generace byly kruhové světlomety a velký C-sloupek. Oproti Brouku Golf využíval modernější technologii výroby, byl pohodlnější, rychlejší a bezpečnější. Vzadu měl rozměrný zavazadlový prostor, který byl snáze přístupný velkým výklopným víkem. Jeho pětidveřová verze usnadnila přístup na zadní sedadla. Golf měl komponenty Audi NSU pro přední náhon. Základní verze měla vodou chlazený čtyřdobý řadový čtyřválec 1093 cm³, 37 kW s rozvodem OHC. Maximální rychlost byla 140 km/h a spotřeba 8 l/100 km. Převodovka byla čtyřstupňová, pérování zajišťovaly vinuté pružiny s teleskopickými tlumiči. Vozidlo se vyrábělo jako tří- a pětidveřový hatchback a od ledna 1980 i jako kabriolet.
Golf se okamžitě stal nejprodávanějším modelem značky. Obdržel titul Car of the Year 1975 australského časopisu Wheels magazine. V USA byl prodáván jako Rabbit, aby nedošlo k zaměnění „tašky na golf“ s kolečky" za "záliv", kvůli ropnému embargu v Perském zálivu roku 1973, směrovanému proti USA a označovanému Gulf Crisis. Pro odvozený sedan bylo celosvětově od zahájení výroby v říjnu 1979 použito označení Jetta a pro pick-up jméno Caddy. V roce 1985 prošel model faceliftem a dostal nové světlomety, nárazníky a novou přístrojovou desku. V roce 1982 se poprvé také objevil sportovní model se vznětovým motorem. Ten nesl označení Golf GTD. V Jižní Africe se Golf první generace vyráběla až do 21. srpna 2009 jako Volkswagen Citi Golf.
První generace Volkswagen Golf měla problémy se špatnou antikorozní ochranou. Vyrobeno bylo kolem 6,8 milionu kusů. Konkurenty prvního Golfu byly vozy Opel Kadett C, Ford Escort, Fiat Ritmo a Talbot Horizon.
- Zážehové motory
  - 1,1L 37 kW
  - 1,3L 44 kW
  - 1,5L 51 kW
  - 1,6L 63 kW
  - 1,6L 81 kW
  - 1,8L 82 kW
- Vznětové motory
  - 1,5L 37 kW do 07/80
  - 1,6L 40 kW od 08/80
  - 1,6L 51 kW Turbodiesel 03/82 – 07/83

Rozměry:
- Délka – 3705 mm
- Šířka – 1610 mm
- Výška – 1390 mm
- Rozvor – 2400 mm
- Hmotnost – 805 kg

Ráfky, pneu: 
- 5 J 13        155 /13
- 5 1/2 J 13  165 /13

### Výroba mimo Německo

#### City Golf (Jihoafrická republika)
Výroba první generace v Jihoafrické republice byla ukončena na konci října roku 2009. Vyráběl se zde pětidveřový hatchback a pick-up Caddy. 22. září 2007 oslavil Volkswagen pokračující výrobu speciální edicí Citi R. Ta měla sportovní motor o výkonu 90 kW a doplňky ve stylu GTI. Vůz patřil mezi nejoblíbenější a nejprodávanější automobily v Jihoafrické republice. Oproti původnímu Golfu byl zmodernizován, používal novější typ světlometů nebo například přístrojovou desku z vozu Škoda Fabia. K dispozici byly čtyři modely: CityRox, CitySport, TenaCity a CityStorm.
Do jara 2010 se bude doprodávat poslední edice 1000 kusů, která se vyznačuje očíslovanou plaketou před spolujezdcem.

#### Rabbit (USA)

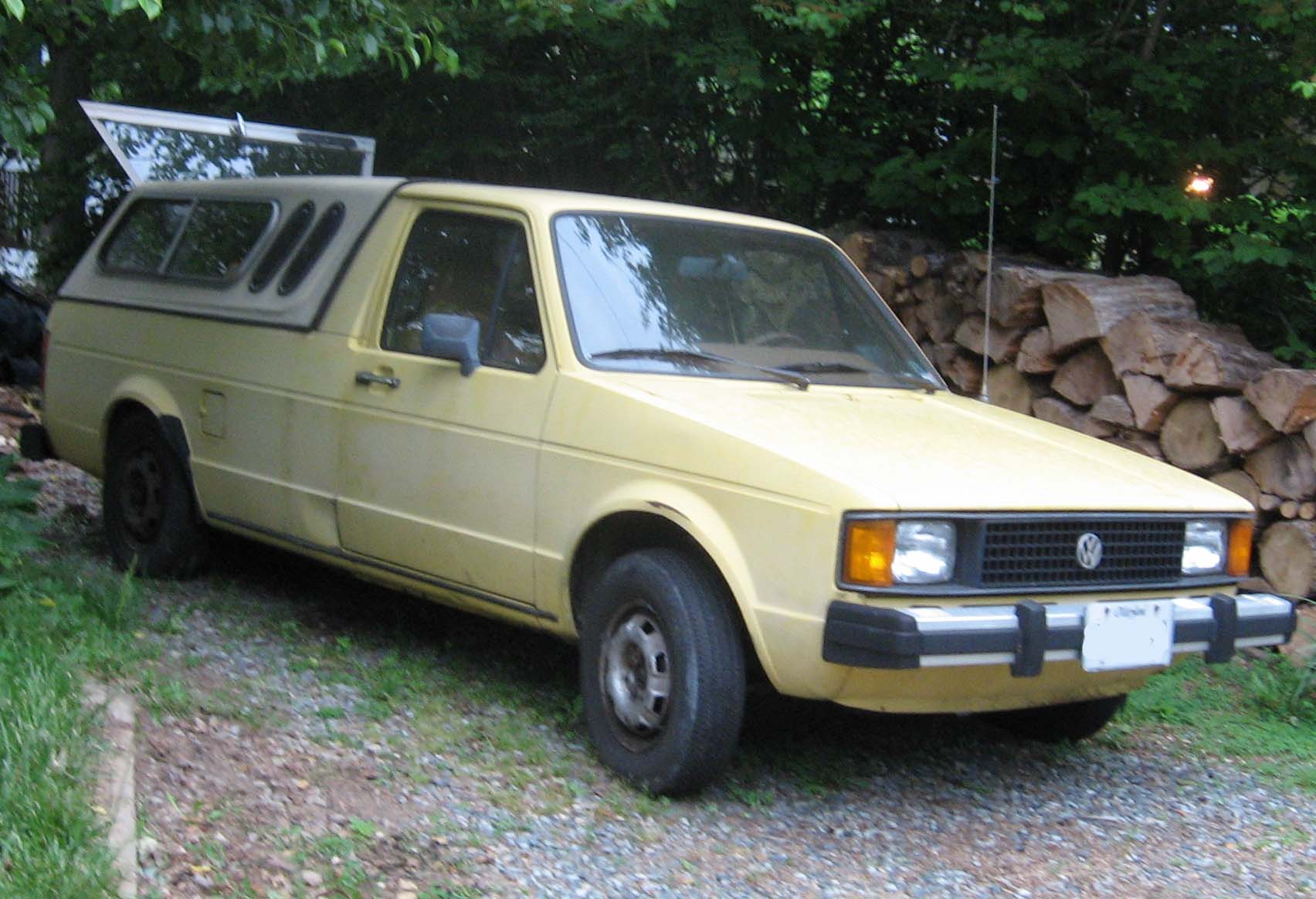
Rabbit Pick-up – americký Caddy

Produkce severoamerické verze Rabbit se rozběhla v roce 1978 ve městě New Stanton v Pensylvánii. Od roku 1920 šlo o první evropský vůz vyráběný ve Spojených státech. Některé díly se vyráběly přímo v Americe. Vůz měl jemnější tlumiče pérování a používal levnější materiály v interiéru. Typickým prvkem byla hranatá světla, zatímco evropský Golf používal kulatá. Od roku 1983 začal Volkswagen více dbát na kvalitu vyráběných vozů. Také se začalo s výrobou sportovní verze GTI a pick-upu Rabbit.[zdroj?]

#### Caribe (Mexiko)
Caribe se poprvé v Mexiku objevil v roce 1977 s karoserií pětidveřový hatchback a motorem o výkonu 66 koní. O rok později do prodeje přišla třídveřová verze. V roce 1981 prošel modernizací a design se více sjednotil s americkou verzí Rabbit. Od roku 1984 se prodávala sportovní verze Caribe GT, která vycházela z Golfu GTI.[zdroj?]

### Jetta I

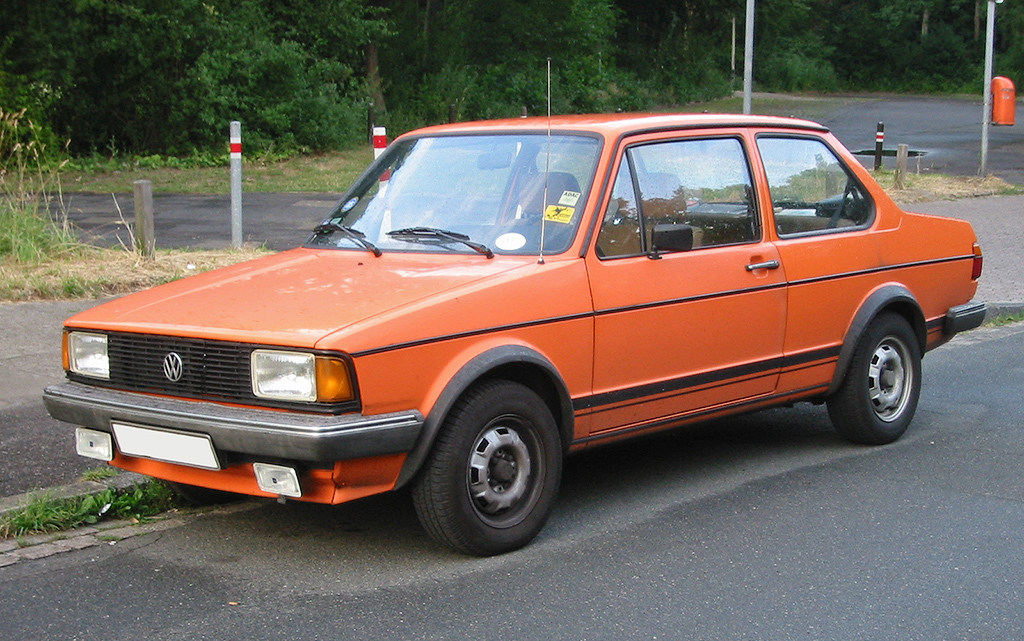
Jetta I

První generace sedanu Jetta se představila na Frankfurtském autosalonu v roce 1979. Výroba začala ještě téhož roku v německém Wolfsburgu. V Mexiku se Jetta prodávala pod názvem Volkswagen Atlantic. Na výběr byla dvou- nebo čtyřdveřová karoserie. Design byl stejně jako u hatchbacku dílem Giorgetta Giugiara. Americká verze používala odlišně hranaté světlomety, které byly využity i u hatchbacku Rabbit. Pro východní evropské trhy běžela výroba i v Bosně a Hercegovině v Sarajevu. Produkce skončila v roce 1984. Celkem bylo vyrobeno 571 030 vozů Jetta první generace.
Rozměry:
- Rozvor – 2400 mm
- Délka – 4270 mm
- Šířka – 1600 mm
- Výška – 1300 mm

## Druhá generace (A2/Typ 19E, 1983–1991)

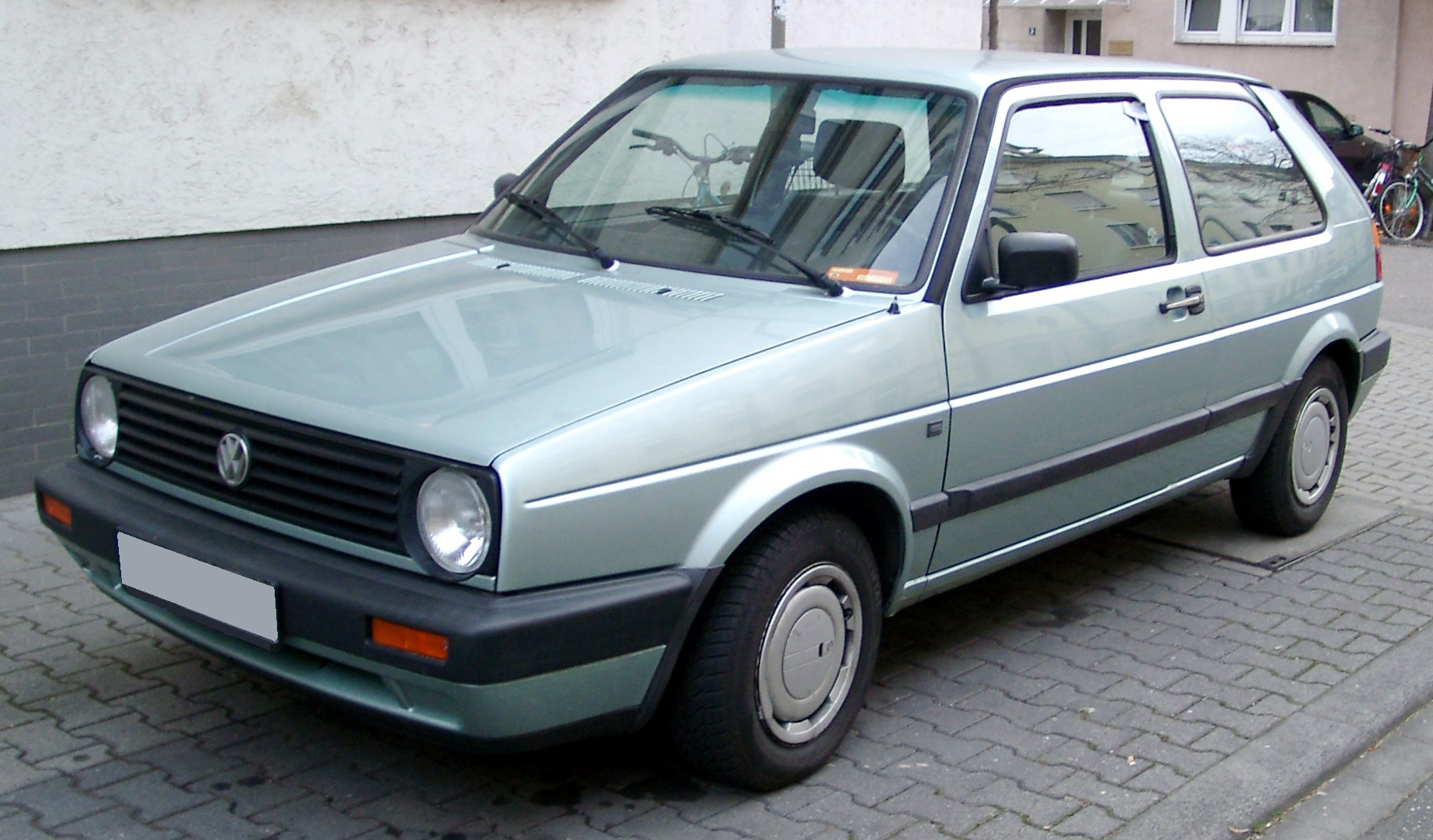
Druhá generace

Druhý Golf se objevil v srpnu 1983, v době kdy Volkswagenem zmítala ekonomická krize, aby automobilce z této situace pomohl. Cílem bylo zvětšit vnitřní prostor, zejména pro cestující vzadu a snížit spotřebu paliva. Klasické tvary ale měly zůstat zachovány. Rozvor se prodloužil o 75 mm, délka o 180 mm a šířka o 5 mm. Vůz byl těžší o 120 kg. Ke snížení spotřeby výrazně pomohly nepatrné aerodynamické změny kapoty motoru. Víko zavazadlového prostoru sahalo k dolnímu okraji zadních světlometů a tím se do něj zlepšil přístup. Zvýšení prodeje ukázalo úspěšnost těchto změn. Vůz byl nabízen ve třech stupních výbavy: základní C, CL a nejvyšší GL. Druhá generace je také známá tím, že se v ní poprvé objevily přeplňované vznětové motory s turbodmychadly. Opět se vyráběla sportovní vznětová verze GTD. Čtyřdobý vznětový řadový čtyřválec měl objem 1588 cm³, výkon 40 kW při 4800 otáčkách za minutu, rozvod OHC, čtyř- nebo pětistupňovou převodovku a poháněnou přední nápravu. Vpředu nezávislé zavěšení McPherson, vzadu nápravu s proměnlivou tuhostí. Pérování zajišťovaly vinuté pružiny s teleskopickými tlumiči. Maximální rychlost 148 km/h, spotřeba 6,5 l/100 km. V srpnu 1983 se objevila verze Syncro s pohonem 4×4. Odvozený sedan byl představen v lednu 1984 a nesl opět označení Jetta. Americká verze opět používala hranaté světlomety a jiné nárazníky. Na základě rozhodnutí o globalizaci jmen automobilů ale opustila jméno Rabbit a používala také označení Golf. V roce 1989 prošel Golf faceliftem kdy získal větší nárazníky. Celkem bylo vyrobeno 6,3 milionů vozů druhé generace, přičemž v červnu 1988 byl vyroben desetimiliontý vůz typu Golf. Konkurenty druhé generace byly vozy Opel Kadett E, Ford Escort, Nissan Sunny, Mazda 323, Fiat Ritmo, Fiat Tipo, Peugeot 309 a Audi 80.
- Zážehové motory
  - 1,3L 40 kW
  - 1,6L 55 kW
  - 1,6L katalyzátor 51 kW
  - 1,8L 66 kW
  - 1,8L 4x4 72 kW
  - 1,8L 82 kW
  - 1,8L katalyzátor 79 kW
  - 1,8L 16V 102 kW
  - 1,8L 16V katalyzátor 95 kW
  - 1,8 8V G60
  - 1,8 16V G60 154 kW (použito v limitované edici "Limited" – vyrobeno 71 kusů)
- Vznětové motory
  - 1,6L 40 kW
  - 1,6L 44 kW ECOdiesel
  - 1,6L 51 kW Turbodiesel
  - 1,6L 59 kW Turbodiesel

Rozměry:
- Délka – 3985 mm
- Šířka – 1665 mm
- Výška – 1415 mm
- Rozvor – 2475 mm
- Hmotnost – 900 kg

### Výroba mimo Německo

#### Spojené státy americké
Výroba pokračovala v Pensylvánii. Od Evropské verze odlišovaly americký Golf opět hranaté světlomety. Verze GTI se stala Autem roku pro rok 1985 časopisu Motor Trand Magazine. Ve stejném roce začal v Americe prodej sedanu Jetta. Ten se stal nejprodávanějším vozem ve své kategorii. O něco slabší, než verze GTI byla verze GT. Ta používala stejné exteriérové doplňky, ale prodávala se i v pětidveřové verzi. Prodej druhé generace pokračoval o rok déle než v Evropě.

#### Mexiko
Druhá generace nahradila předchozí Caribe v roce 1987. Na výběr byly dva motory o výkonu 72 nebo 85 koní. Stupně výbavy byly shodné jako v Evropě. V roce 1988 prošla druhá generace stejnou modernizací jako v Evropě. Od roku 1989 se objevila verze GTI. Ta měla výkon 105 koní a 14 palcová kola. V roce 1992 byl mexický Golf nahrazen třetí generací.

### Jetta II

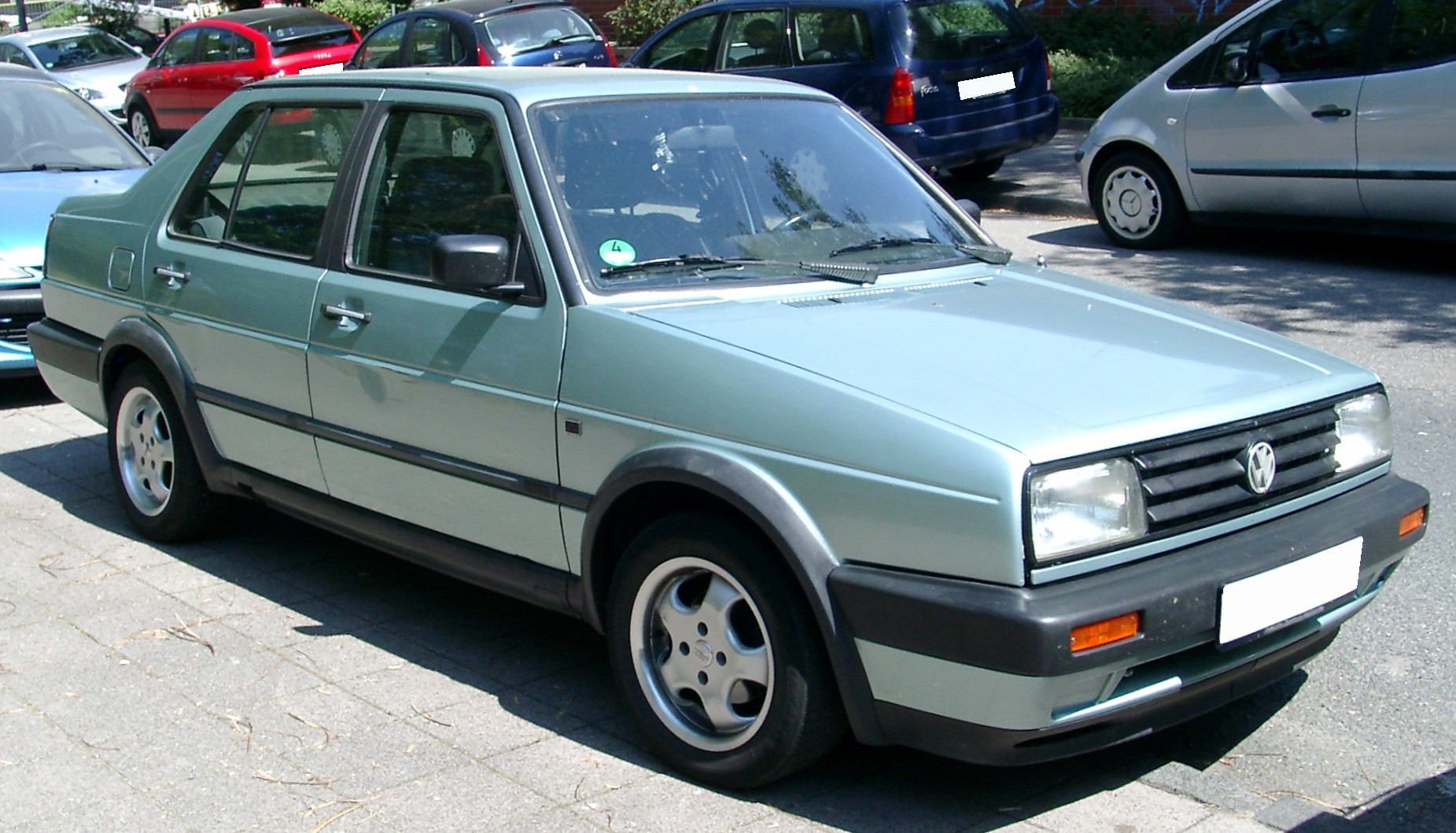
Jetta II

Druhá generace odvozeného sedanu se vyráběla v rozmezí let 1984 až 1992. Za 8 let výroby bylo vyrobeno 1 708 390 kusů. Na americkém trhu, kam přišla druhá generace v roce 1985, se Jetta stala nejprodávanějším evropským automobilem. Vůz byl ve všech směrech větší a na rozdíl od předchůdce již pětimístný. Stejně jako první generace se vyráběla dvou- a čtyřdveřová varianta. V roce 1988 přišla modernizace. Ta obsahovala nové nárazníky a přední boční okna přestala být dělená. Kladně hodnoceno bylo u druhé generace řízení a kvalita interiéru. Z vozu byly odvozeny i sportovnější modely GLI nebo GTX. Ty byly prezentovány jako levnější alternativa k vozům Audi nebo BMW. Sportovní verze byly vybaveny většími koly, tvrději nastavenými tlumiči a kratšími převodovými stupni.
Rozměry:
- Rozvor – 2470 mm
- Délka – 4346 mm (do roku 1988), 4385 mm
- Šířka – 1680 mm
- Výška – 1410 mm

#### Volkswagen Jetta King
Volkswagen Jetta King je postaven na základě druhé generace Jetty. Jeho výroba probíhá od pátého prosince 1991 v Číně. Během výroby prošel vůz dvěma modernizacemi. První z nich přišla v říjnu 1997. Design přední části vozu byl pozměněn v duchu čtvrté generace Passatu. Druhý facelift přišel v březnu 2004 podle modelu Phaeton. Výroba probíhá v provincii Sečuan v Chengdu.

## Třetí generace (A3/Typ 1H, 1991–1997)

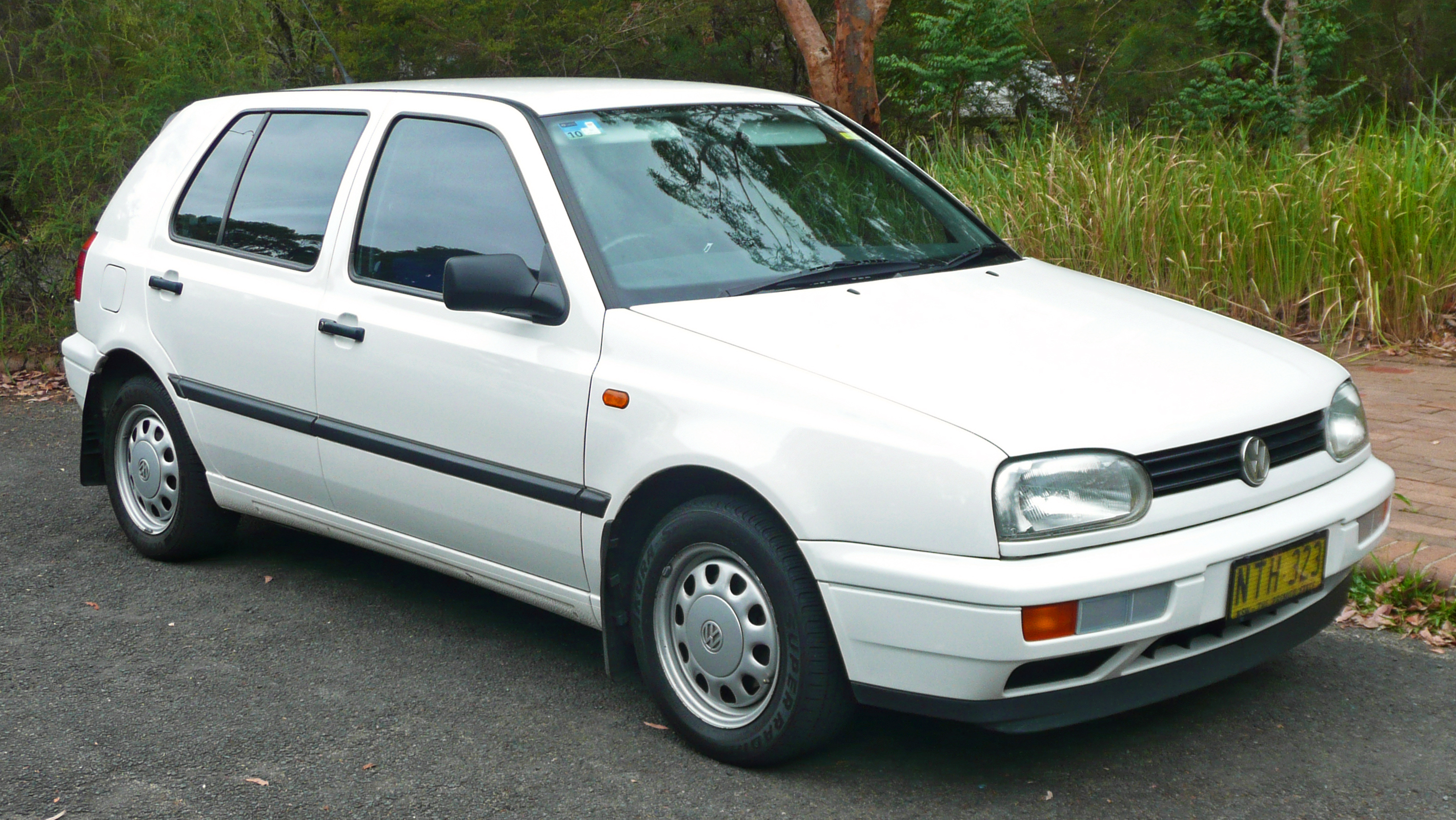
Golf III

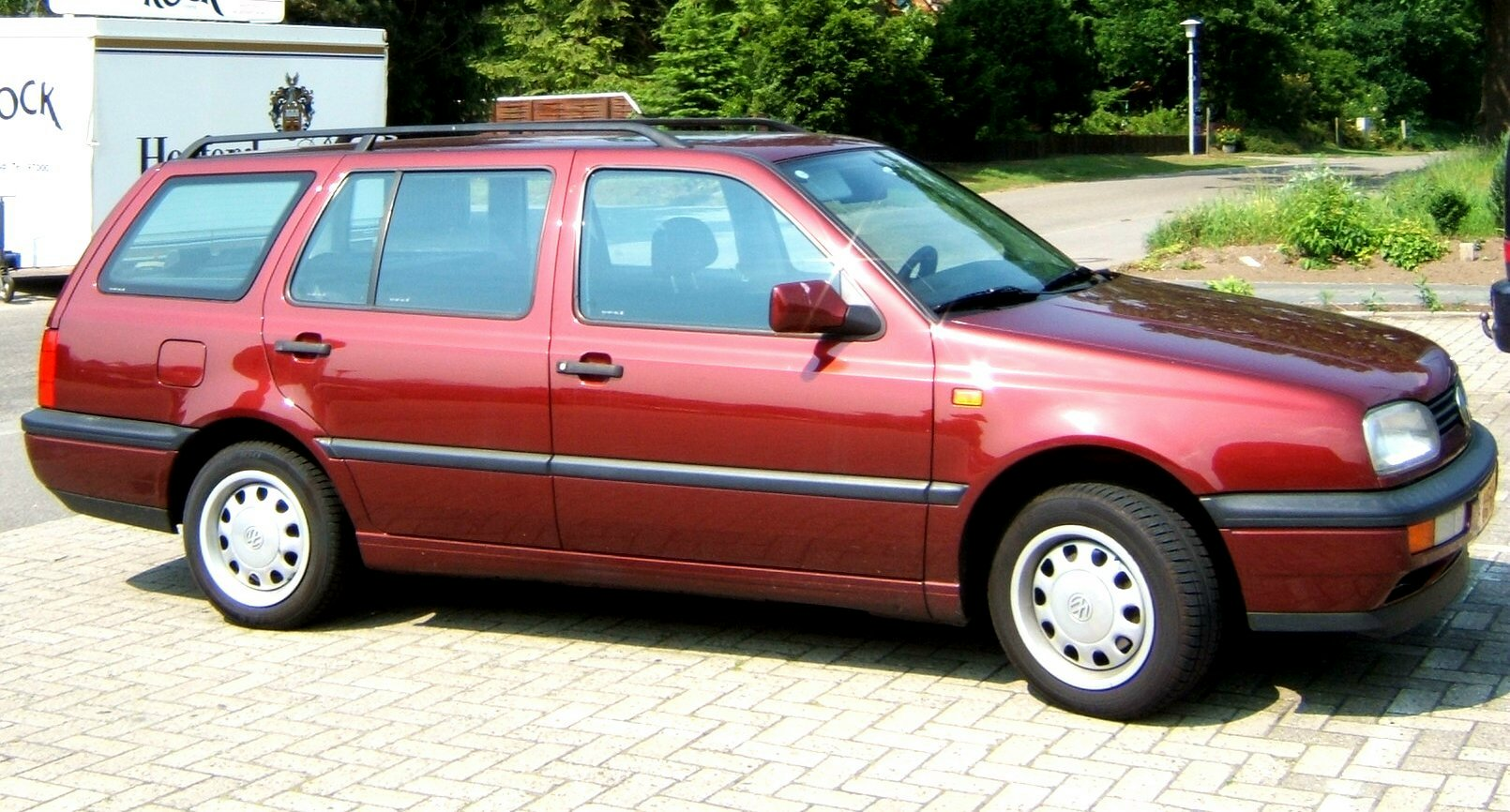
Nová karosářská verze Golfu – Golf III Variant

Třetí generace se vyráběla v letech 1991–1997, kombi Variant pak až do roku 1999. Tato generace získala prestižní titul Auto roku 1992. Pro odvozený sedan bylo použito jméno Vento (1992), v Americe zůstalo u jména Jetta, pro combi, které se objevilo na základě Golfu poprvé, označení Golf Variant (1993).V roce 1993 se objevila také verze Cabriolet (dostupná dokonce i s dieselovým motorem 1.9 TDI, což v té době nebylo obvyklé) a verze Syncro s pohonem 4×4. Tato generace učinila pokrok zejména po stránce bezpečnosti. Objevily se airbagy pro řidiče a spolujezdce. Zmizely také pro Golf do té doby typické kruhové světlomety, když byl jejich tvar stylisticky upraven do oválu. Mohutný C-sloupek (poznávací znamení Golfu) byl ještě zvětšen. Právě tento prvek je kritizován jako nebezpečný, protože značně omezuje výhled z vozu vzad. Zavazadlový prostor měl objem 330 l (670 l se sklopenými sedadly) a přístup do něj byl opět snazší, neboť víko sahalo až k zadnímu nárazníku. Moderněji vypadal i interiér. Základním agregátem byl motor 1,4 l (44 kW, 116 Nm při 2800 ot. /min), z dalších 1,6 (55 kW), 1,8 (55 kW) a 1,8 (66 kW). V roce 1996 přibyla ještě 1,6 (74 kW). Pro sportovnější řidiče zde byly dvoulitry v osmiventilové (85 kW) nebo šestnáctiventilové verzi (110 kW). Posledně jmenované byly dodávány s označením GTI. Špičkovou verzí byl model VR6. Technicky zajímavý šestiválec má válce do V, ale úhel, který dvě řady válců svírají má jen 15 stupňů. Dieselové motory byly 1,9 l, který byl dodáván v atmosférické verzi (47 kW) nebo s turbodmychadlem (55 kW). Převratnou novinkou byl v roce 1993 motor s přímým vstřikem nafty 1,9 TDI (66 kW). V roce 1996 byl prodán dvaceti miliontý vůz s názvem Golf. Celkem bylo vyrobeno 4,8 milionu vozů třetí generace. Kromě Wolfsburgu v Německu se třetí generace vyráběla i ve městě Puebla v Mexiku, v Bratislavě na Slovensku a v Uitenhage v Jihoafrické republice. Poprvé se také představil Golf s karoserií kombi. V té době prodával Volkswagen některé vozy Golf a Polo v takzvané edici Harlequin. Jednalo se o vozy, u nichž byly jednotlivé díly karoserie lakovány různými odstíny pastelových barev. Zajímavé na této edici bylo, že se ale nelakovaly díly jednotlivě, nýbrž se „pouze“ přehazovaly z, již smontovaných, hotových vozidel mezi sebou. Na počátku devadesátých let Volkswagen sponzoroval i několik turné rockových kapel po Evropě. V rámci toho se objevily golfy edice Pink Floyd Edition (1994), Rolling Stones Edition (1995) a Bon Jovi Edition (1996). Konkurenty třetí generace byly například vozy Opel Astra F, Citroen ZX, Peugeot 306, nebo Ford Escort.
Rozměry:
- Rozvor – 2471 mm (do roku 1995), 2474 mm
- Délka – 4074 mm
- Šířka – 1694 mm
- Výška – 1422 mm (do roku 1995 a kabriolety), 1428 mm

- Zážehové motory
  - 1,4L 44 kW
  - 1,4L 55kW
  - 1,6L 55 kW
  - 1,6L 74 kW
  - 1,8L 55 kW
  - 1,8L 66 kW
  - 2,0L 85 kW GTI
  - 2,0L 110 kW 16V GTI
  - 2,8L 120 kW VR6 12V
  - 2,8L 128 kW VR6 12V
  - 2,9L 140 kW VR6 12V
- Vznětové motory
  - 1,9L 47 kW
  - 1,9L 47 kW SDI
  - 1,9L 55 kW Turbo
  - 1,9L 66 kW TDI
  - 1,9L 81 kW TDI

### Vento (Jetta III)
Třetí generace sedanu se vyráběla v letech 1991 až 1998. V Evropě přistoupil Volkswagen ke změně jména na Vento. Pod názvem Jetta se třetí generace prodávala jen ve Spojených státech. K dispozici už byla pouze jako čtyřdveřový sedan. Design třetí generace vytvořil Herbert Schäfer. Byly použity barvy bez příměsí těžkých kovů a plasty byly zčásti z recyklovaného materiálu.

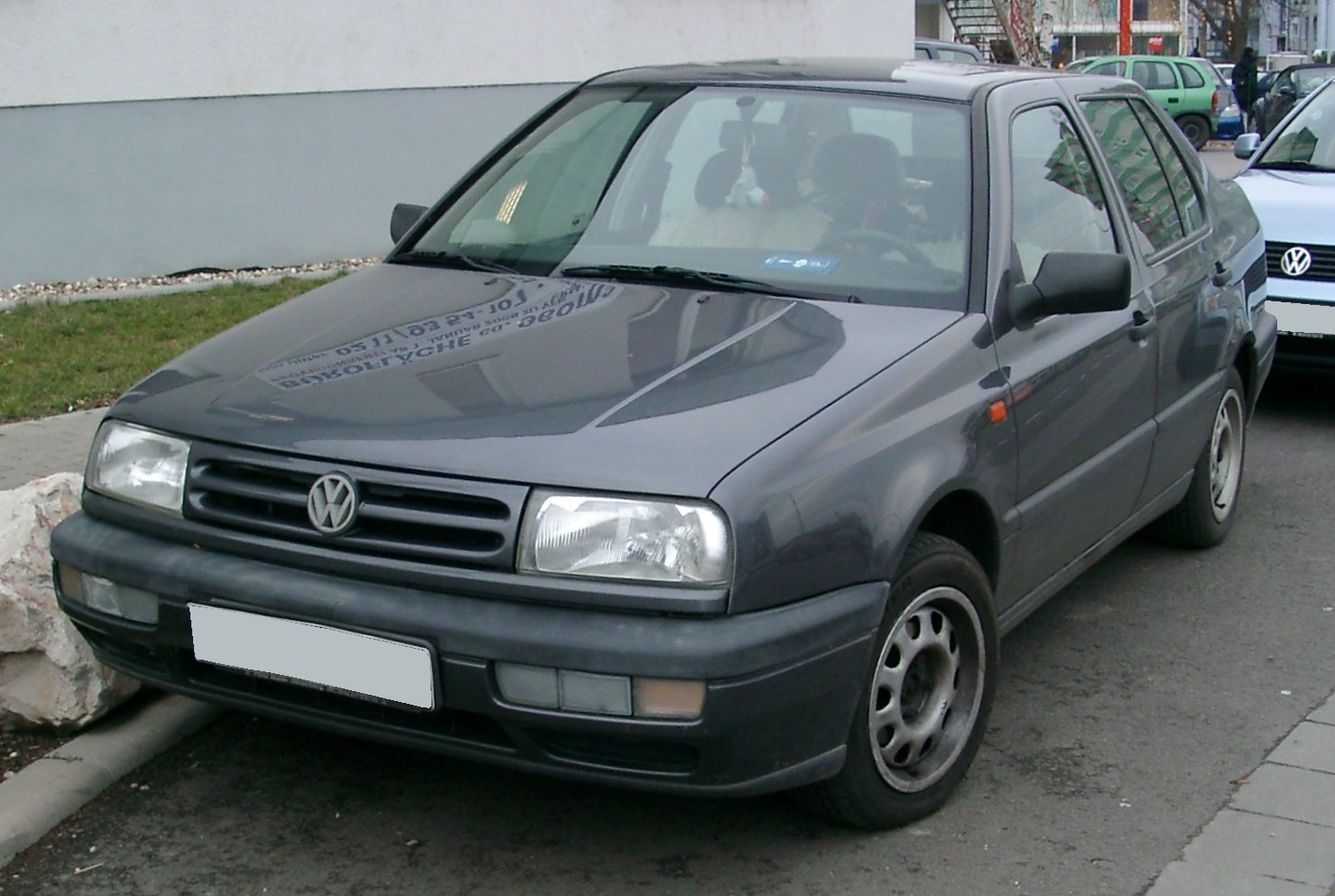
Volkswagen Vento GLX (1993–1995)
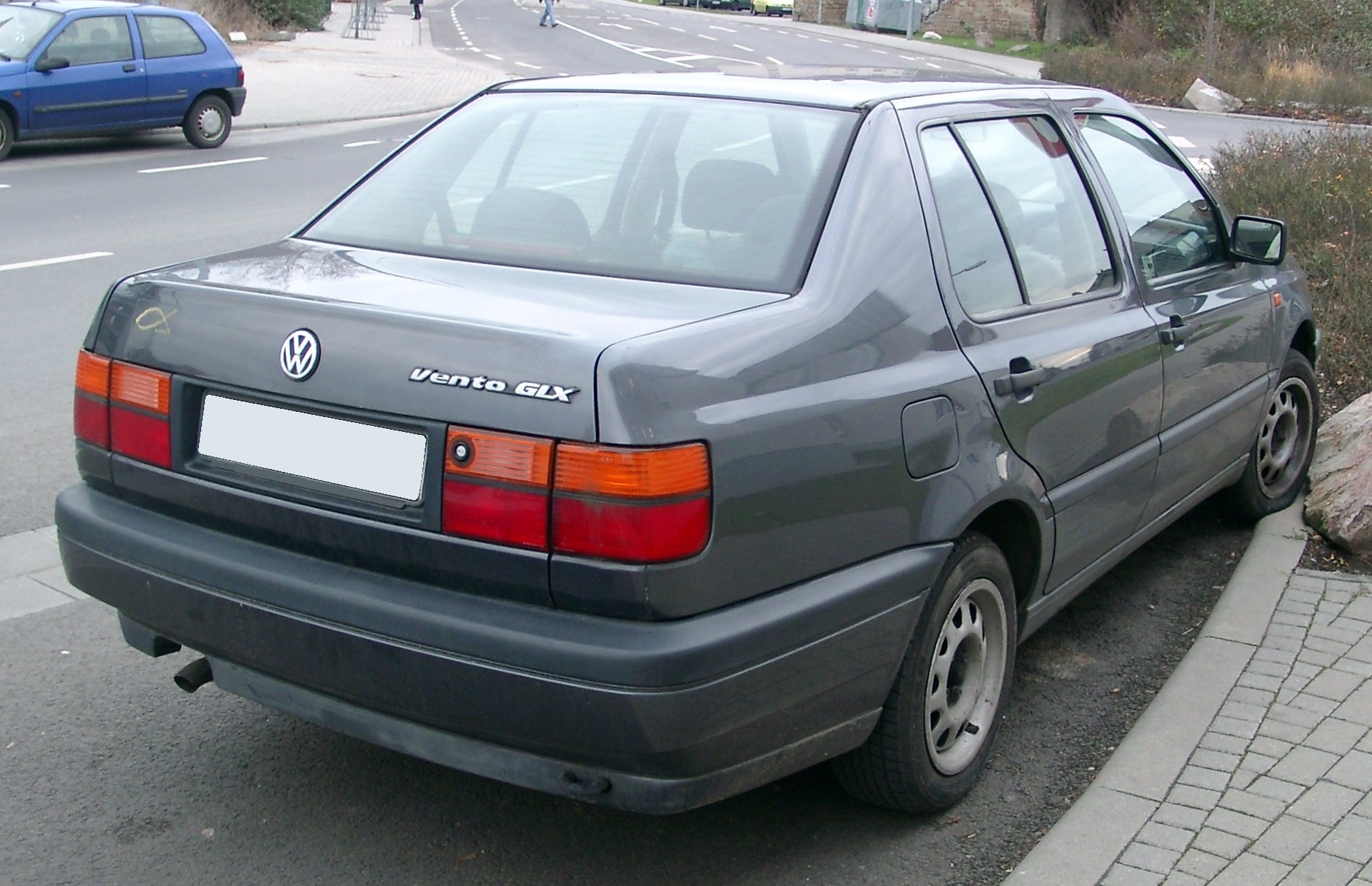
Volkswagen Vento GLX (1993–1995)
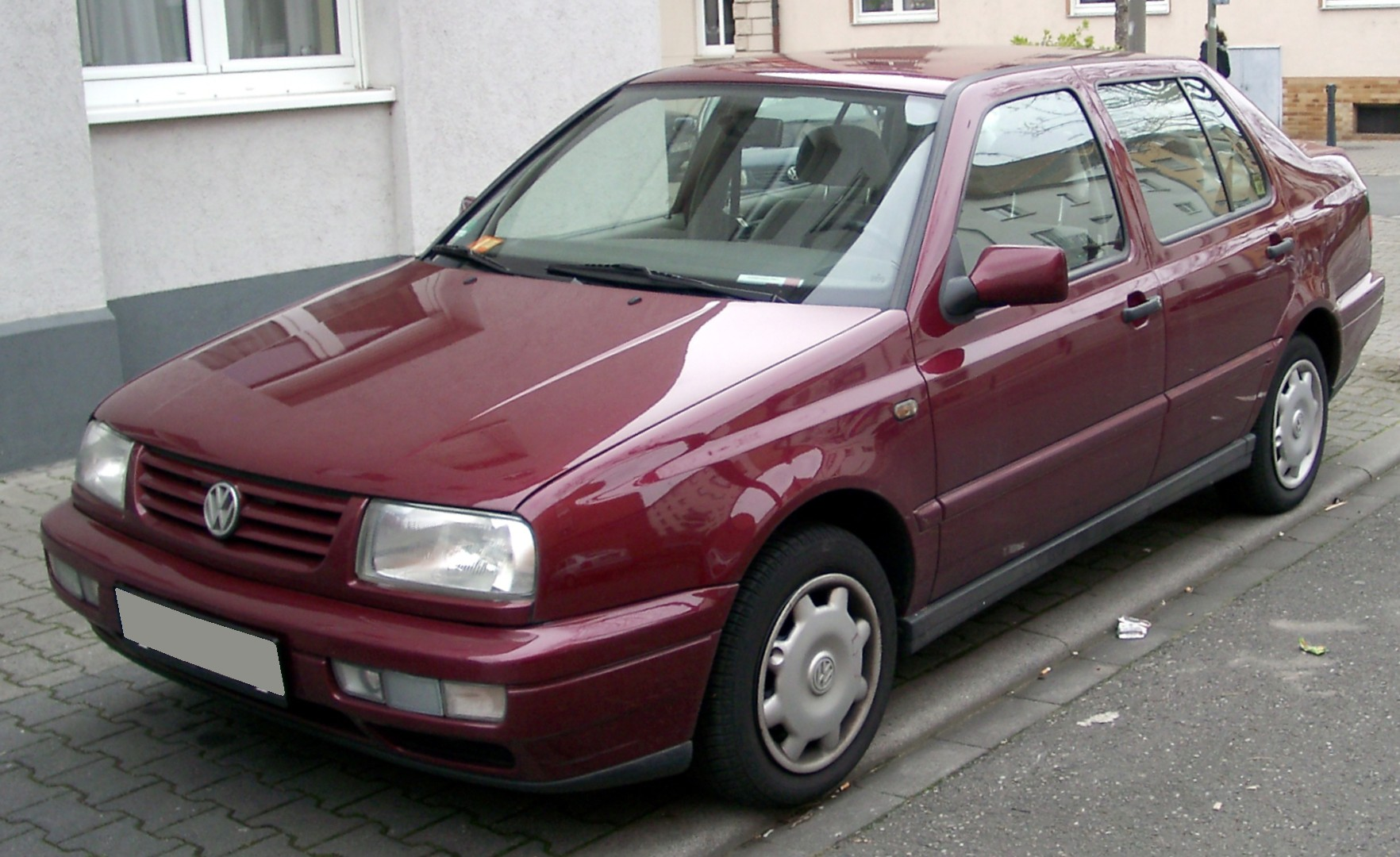
Volkswagen Vento GLX (1995–1997)
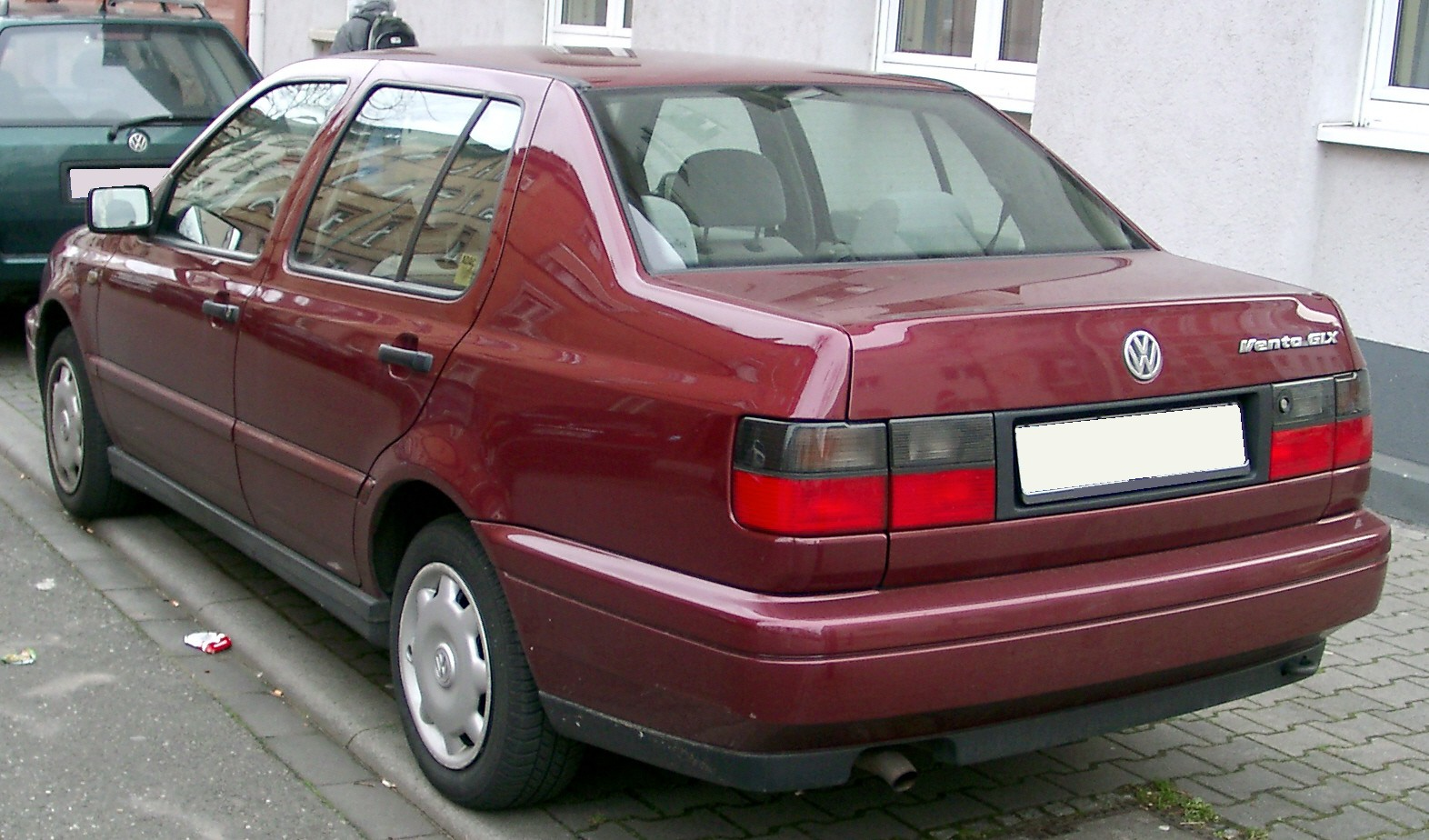
Volkswagen Vento GLX (1995–1997)

| Model           | Kód motoru      | Počet válců     | Počet ventilů   | Ventilový rozvod | Vrtání × zdvih [mm] | Zdvihový objem [cm³] | Kompresní poměr | Přeplňování     | Max. výkon [kW při ot./min] | Max. točivý moment [Nm při ot./min] |
| Zážehové motory | Zážehové motory | Zážehové motory | Zážehové motory | Zážehové motory  | Zážehové motory     | Zážehové motory      | Zážehové motory | Zážehové motory | Zážehové motory             | Zážehové motory                     |
| --------------- | --------------- | --------------- | --------------- | ---------------- | ------------------- | -------------------- | --------------- | --------------- | --------------------------- | ----------------------------------- |
| 1,6             | ABU             | R4              | 8               | SOHC             | 76,5 × 86,9         | 1598                 | 9,3 : 1         | ne              | 55 (75) při 5200            | 126 při 2600                        |
| 1,6             | AEA             | R4              | 8               | SOHC             | 76,5 × 86,9         | 1598                 | 9,8 : 1         | ne              | 55 (75) při 5200            | 128 při 2800                        |
| 1,6             | AEE             | R4              | 8               | SOHC             | 76,5 × 86,9         | 1598                 | 9,8 : 1         | ne              | 55 (75) při 4800            | 135 při 2800–3600                   |
| 1,6             | AEK             | R4              | 8               | SOHC             | 81,0 × 77,4         | 1595                 | 10,3 : 1        | ne              | 74 (100) při 5800           | 135 při 4400                        |
| 1,6             | AFT             | R4              | 8               | SOHC             | 81,0 × 77,4         | 1595                 | 10,3 : 1        | ne              | 74 (100) při 5800           | 140 při 3500                        |
| 1,8             | AAM             | R4              | 8               | SOHC             | 81,0 × 86,4         | 1781                 | 9,0 : 1         | ne              | 55 (75) při 5000            | 140 při 2500                        |
| 1,8             | ABS             | R4              | 8               | SOHC             | 81,0 × 86,4         | 1781                 | 10,0 : 1        | ne              | 66 (90) při 5500            | 145 při 2500                        |
| 1,8             | ADZ             | R4              | 8               | SOHC             | 81,0 × 86,4         | 1781                 | 10,0 : 1        | ne              | 66 (90) při 5500            | 145 při 2500                        |
| 2,0             | 2E              | R4              | 8               | SOHC             | 82,5 × 92,8         | 1984                 | 10,4 : 1        | ne              | 85 (115) při 5400           | 166 při 3200                        |
| 2,0             | ADY             | R4              | 8               | SOHC             | 82,5 × 92,8         | 1984                 | 10,0 : 1        | ne              | 85 (115) při 5400           | 166 při 3200                        |
| 2,0             | AGG             | R4              | 8               | SOHC             | 82,5 × 92,8         | 1984                 | 9,6 : 1         | ne              | 85 (115) při 5400           | 166 při 2600                        |
| 2,0 16V         | ABF             | R4              | 16              | DOHC             | 82,5 × 92,8         | 1984                 | 10,5 : 1        | ne              | 110 (150) při 6000          | 180 při 4800                        |
| 2,8 VR6         | AAA             | VR6             | 12              | 2 × SOHC         | 81,0 × 90,3         | 2792                 | 10,0 : 1        | ne              | 128 (174) při 5800          | 235 při 4200                        |
| Vznětové motory |                 |                 |                 |                  |                     |                      |                 |                 |                             |                                     |
| 1,9 D           | 1Y              | R4              | 8               | SOHC             | 75,5 × 95,5         | 1896                 | 22,5 : 1        | ne              | 47 (64) při 4400            | 124 při 2000–3000                   |
| 1,9 SDI         | AEY             | R4              | 8               | SOHC             | 75,5 × 95,5         | 1896                 | 19,5 : 1        | ne              | 47 (64) při 4200            | 125 při 2200–2800                   |
| 1,9 TD          | AAZ             | R4              | 8               | SOHC             | 75,5 × 95,5         | 1896                 | 22,5 : 1        | T               | 55 (75) při 4200            | 150 při 2400–3400                   |
| 1,9 TDI         | 1Z              | R4              | 8               | SOHC             | 75,5 × 95,5         | 1896                 | 19,5 : 1        | T, IC           | 66 (90) při 4000            | 202 při 1900                        |
| 1,9 TDI         | AHU             | R4              | 8               | SOHC             | 75,5 × 95,5         | 1896                 | 19,5 : 1        | T, IC           | 66 (90) při 4000            | 202 při 1900                        |
| 1,9 TDI         | ALE             | R4              | 8               | SOHC             | 75,5 × 95,5         | 1896                 | 19,5 : 1        | T, IC           | 66 (90) při 3750            | 210 při 1900                        |
| 1,9 TDI         | AFN             | R4              | 8               | SOHC             | 75,5 × 95,5         | 1896                 | 19,5 : 1        | VGT, IC         | 81 (110) při 4150           | 235 při 1900                        |

Rozměry:
- Rozvor – 2470 mm
- Délka – 4400 mm
- Šířka – 1690 mm
- Výška – 1430 mm

## Čtvrtá generace (A4/Typ 1J, 1997–2003)

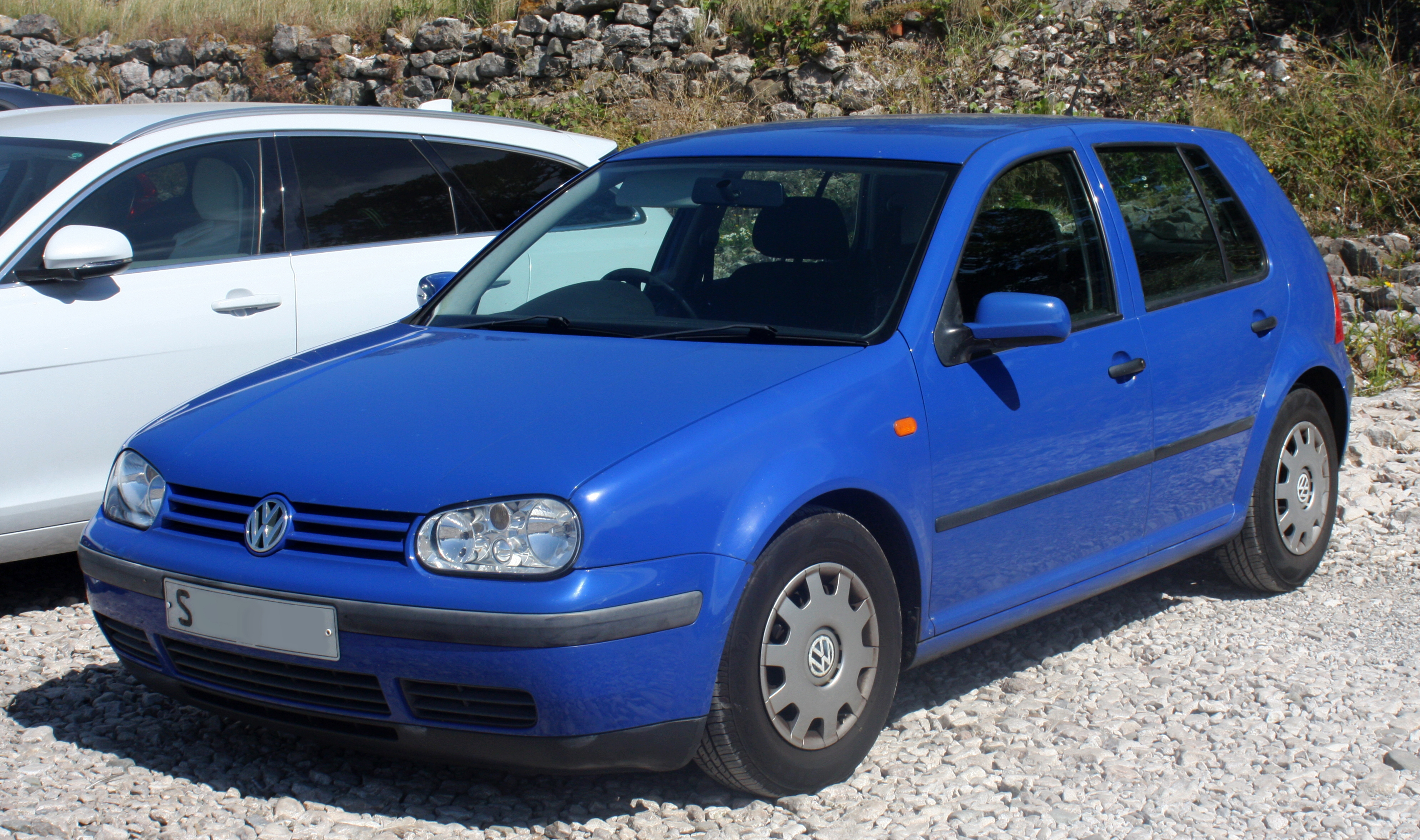
Golf IV. generace

Objevila se poprvé v roce 1997 a už o rok později se stala nejprodávanějším vozem ve své třídě. Vyrobilo se jí 4,3 miliony kusů. Oproti svému předchůdci opět povyrostla. Vnější design byl upraven ale pořád navazoval na předchozí generaci. Kompletně zmodernizován byl ale interiér. ABS, airbagy i posilovač řízení se objevily už v základní výbavě. Podvozkovou platformu vůz sdílel s koncernovými sourozenci Škoda Octavia, Audi A3, Audi TT, Volkswagen New Beetle, SEAT León a SEAT Toledo II. Nejslabším motorem byl moderní 16ventilový motor o objemu 1,4 litru a výkonu 55 kW. Pak 1,6 74 kW, dále 1,8 s pětiventilovou technikou o výkonu 92 kW a stejný motor s turbem – 110 kW a 2,3 V5 110 kW. Z přímovstřikových dieselů byly vyráběny 3: 1,9 SDI (bez turba) – 50 kW, 1,9 TDI/66 a 1,9TDI 81 kW. Všechny verze kromě 1,9 SDI a 1,8 turbo bylo možno vybavit 4stupňovou automatickou převodovkou. Opět se objevila verze s pohonem 4x4, ale tentokrát s mezinápravovým diferenciálem Haldex (pohon 4x4 není stálý). Combi neslo označení Golf Variant a vyrábělo se od roku 1999 do roku 2006. Sedan nesl název Bora (v Americe opět Jetta). Výroby se dočkal i model Bora Variant. Konkurenty čtvrté generace jsou například vozy Opel Astra G nebo Ford Focus, ovšem měl konkurenci i ve stájích vlastního koncernu – např. Škodu Octavia první generace, Audi A3, či SEAT Leon první generace, které jsou postaveny na stejném podvozku, a všechny, až na Audi A3, byly levnější o desítky tisíc korun.
Rozměry:

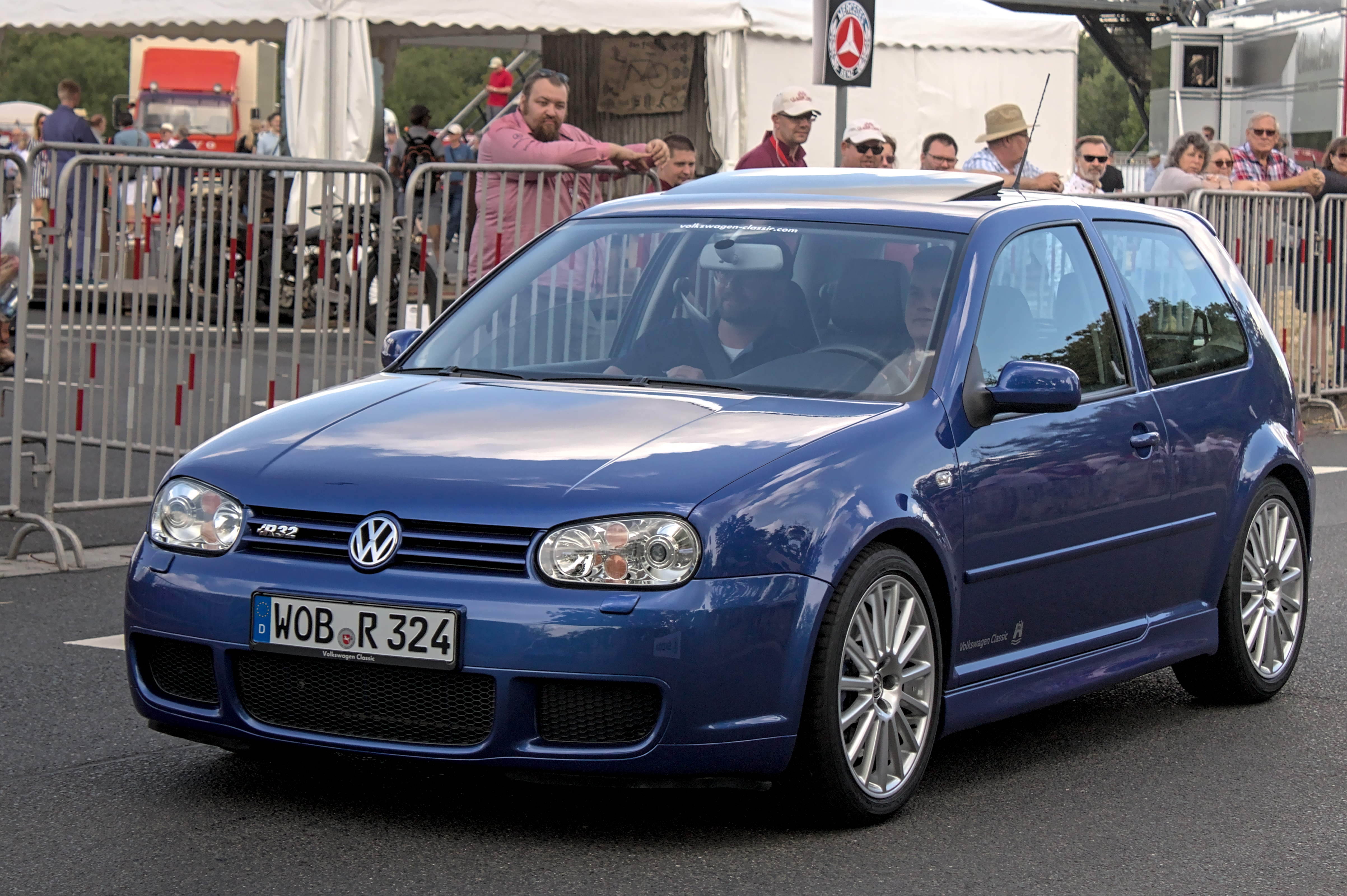
Golf R32

- Rozvor – 2512 mm, 2517 mm (verze R32)
- Délka – 4148 mm (do roku 2002), 4188 mm, 4176 mm (verze R32)
- Šířka – 1735 mm
- Výška – 1440 mm, 1425 mm (verze R32), 1445 mm (model City Golf)

- Zážehové motory
  - 1,4L 55 kW 16V
  - 1,6L 74 kW
  - 1,6L 75 kW
  - 1,6L 77 kW 16V
  - 1,6L 81 kW FSI
  - 1,8L 92 kW 20V
  - 1,8L 110 kW 20V Turbo
  - 1,8L 132 kW 20V Turbo
  - 2,0L 85 kW
  - 2,3L 110 kW VR5
  - 2,3L 125 kW VR5 20V
  - 2,8L 130 kW V6
  - 2,8L 150 kW V6 24V
  - 3,2L 177 kW V6 24V R32
- Vznětové motory
  - 1,9L 50 kW SDI
  - 1,9L 66 kW TDI
  - 1,9L 74 kW TDI-PD
  - 1,9L 81 kW TDI
  - 1,9L 85 kW TDI-PD
  - 1,9L 96 kW TDI-PD
  - 1,9L 110 kW TDI-PD

### City Golf
Pod názvem City Golf se tato generace prodává dodnes v Kanadě a Jižní Americe. Byl představen v roce 2006. Design vozu je zmodernizovaný. Přední část je ve stylu šesté generace typu Polo a zadní je inspirovaná pátou generací. V Kanadě probíhá prodej souběžně s pátou generací Golfu. Ta se prodávala pod názvem Rabbit. Podobně byla upravena i čtvrtá generace Jetty, která v Kanadě nese označení City Jetta.

### Bora (Jetta IV)

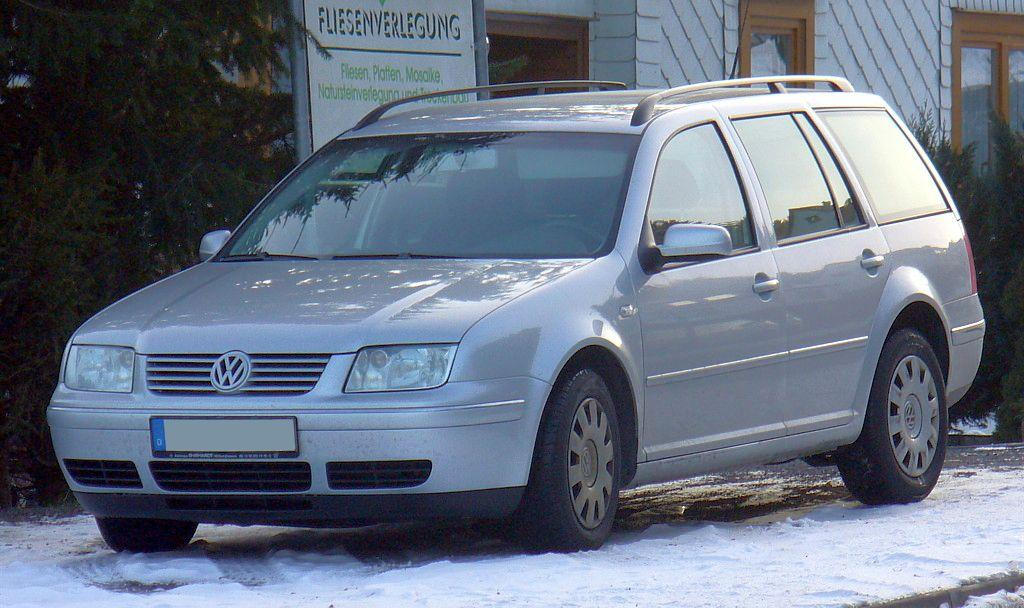
Bora Variant

Čtvrtá generace se vyráběla po nejkratší dobu; pouze mezi lety 1998 až 2005. V Evropě se prodávala se jménem Bora, ve státech a v Mexiku zůstalo u označení Jetta. Od sedanu byl odvozen i vůz s karoserií kombi Bora Variant. Prakticky šlo o klasický Golf Variant, jen s jinou maskou. Kombi se představilo v lednu 2001 na autosalonu v Los Angeles. Výroba kombi pro všechny trhy ale probíhala pouze ve Wolfsburgu. Novinkami ve výbavě vozu byly dešťové senzory nebo automatická klimatizace.
V Mexiku pokračoval prodej této generace ještě v roce 2009. V nabídce jsou dva motory, benzínový dvoulitr o výkonu 85 kW a vznětový motor o objemu 1.9 litru a výkonu 74 kW. V roce 2009 se v nabídce objevila sportovní verze Jetta GLI poháněná turbodmychadlem přeplňovaným motorem o objemu 1.8 litru a výkonu 132 kW. Do výbavy sportovní verze patří přední spoiler, nástavce prahů, sportovní nárazníky a sedmnáctipalcová kola, která jsou širší než u standardních verzí. Celý automobil je na sníženém podvozku. Interiér je vybaven koženým paketem a doplňky z Golfu GTI. V přepočtu se cena pohybovala okolo 330 tisíc Kč.

#### City Jetta
Stejně jako u hatchbacku, pokračuje na některých trzích, jako například Kanada, Brazílie, Argentina, Čína nebo Mexiko, i výroba sedanu. Design vozu je inspirován pátou generací Passatu. K dispozici je vůz s jediným motorem o obsahu 2,0 l a výkonu 86 kW.
Rozměry
- Rozvor – 2510 mm (sedan), 2520 mm (kombi)
- Délka – 4380 mm (sedan), 4410 mm (kombi)
- Šířka – 1730 mm
- Výška – 1430 mm (sedan), 1490 mm (kombi)

## Pátá generace (A5/Typ 1K, 2003–2009)

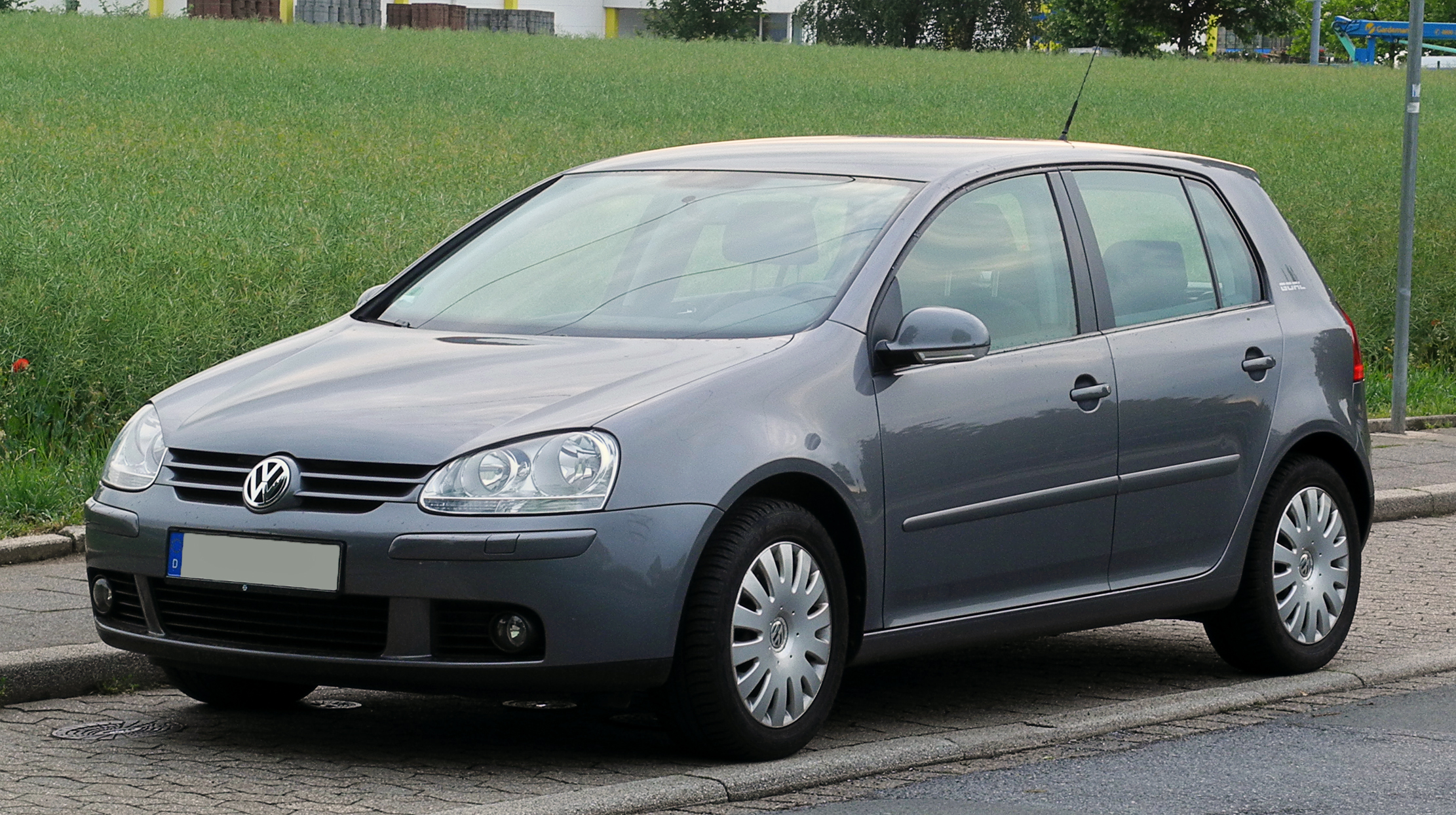
Golf V

Volkswagen Golf V se vyráběl od roku 2003 až do roku 2008, kdy jej vystřídala již šestá generace. Poprvé se představil na autosalonu ve Frankfurtu v roce 2003. Město Wolfsburg, kde se Golf vyrábí, bylo v rámci oslav uvedení nové generace na jeden týden přejmenováno na Golfsburg. Oproti předchůdci je vyšší o 41 mm, širší o 24 mm a delší o 55 mm. Rozvor se prodloužil o 69 mm. Objem zavazadlového prostoru narostl o 20 l. Zvýšena byla i tuhost karoserie. Odvozený sedan se vrátil ke jménu Jetta. Z páté generace bylo odvozeno i menší MPV s názvem Golf Plus. Poprvé od druhé generace se objevilo i terénní provedení s názvem CrossGolf (odvozené z Golfu plus) navazující na Golf Country odvozený z druhé generace. Všechny motory se nyní vejdou do emisní normy Euro4. Kromě sportovní verze GTI existuje i varianta R32, která má oproti GTI pohon všech kol. Výkon verze R32 je 184 kW, nejvyšší rychlost 250 km/h a vůz zrychlí na 100 km/h za šest a půl sekundy. V roce 2004 prošel vůz nárazovými testy Euro NCAP, kde získal 5 hvězdiček. Ve Spojených státech se automobilka vrátila k názvu Rabbit použitém už u první generace.
Od roku 2007 se vyrábí nová generace kombi Golf Variant výhradně v Mexiku. Na některých trzích, jako například USA nebo Kanada nese označení Jetta SportWagen. Vůz konkuruje například automobilům Opel Astra H nebo Ford Focus. Objem zavazadlového prostoru byl 560 l, popřípadě 2550 se sklopenými sedadly. V roce 2009 prošel model variant faceliftem, který ho vzhledově přiblížil šesté generaci hatchbacku. Maska již nebude bohatě chromovaná a světlomety mají ostřeji řezané rysy. Vůz byl také lépe odhlučněn a používá například akustické čelní sklo, které tlumí frekvence, na nichž vydávají hluk vznětové motory. Kompletně změněn byl interiér, když dostal shodné díly s hatchbackem šesté generace. Vůz může být vybaven automatickým parkovacím systémem, couvací kamerou nebo panoramatickou střechou. Nejvyšší výbava Exclusive vychází z výbavy Highline. Má sportovní podvozek, sedmnáctipalcová kola z lehkých slitin, vyhřívaná sedadla a kožené prvky v interiéru. V základní výbavě má vůz šest airbagů, ESP, klimatizaci, rádio na CD s možností přehrávat soubory mp3, centrální zamykání na dálkové ovládání, elektricky stahovaná okna a výškově nastavitelné sedadlo řidiče.
- Zážehové motory
  - 1,4L 55 kW
  - 1,4L 59 kW
  - 1,4L 66 kW FSI
  - 1,6L 75 kW
  - 1,6L 85 kW FSI
  - 1,4L 103 kW TSI
  - 2,0L 110 kW FSI
  - 2,5L 110 kW
  - 2,5L 125 kW

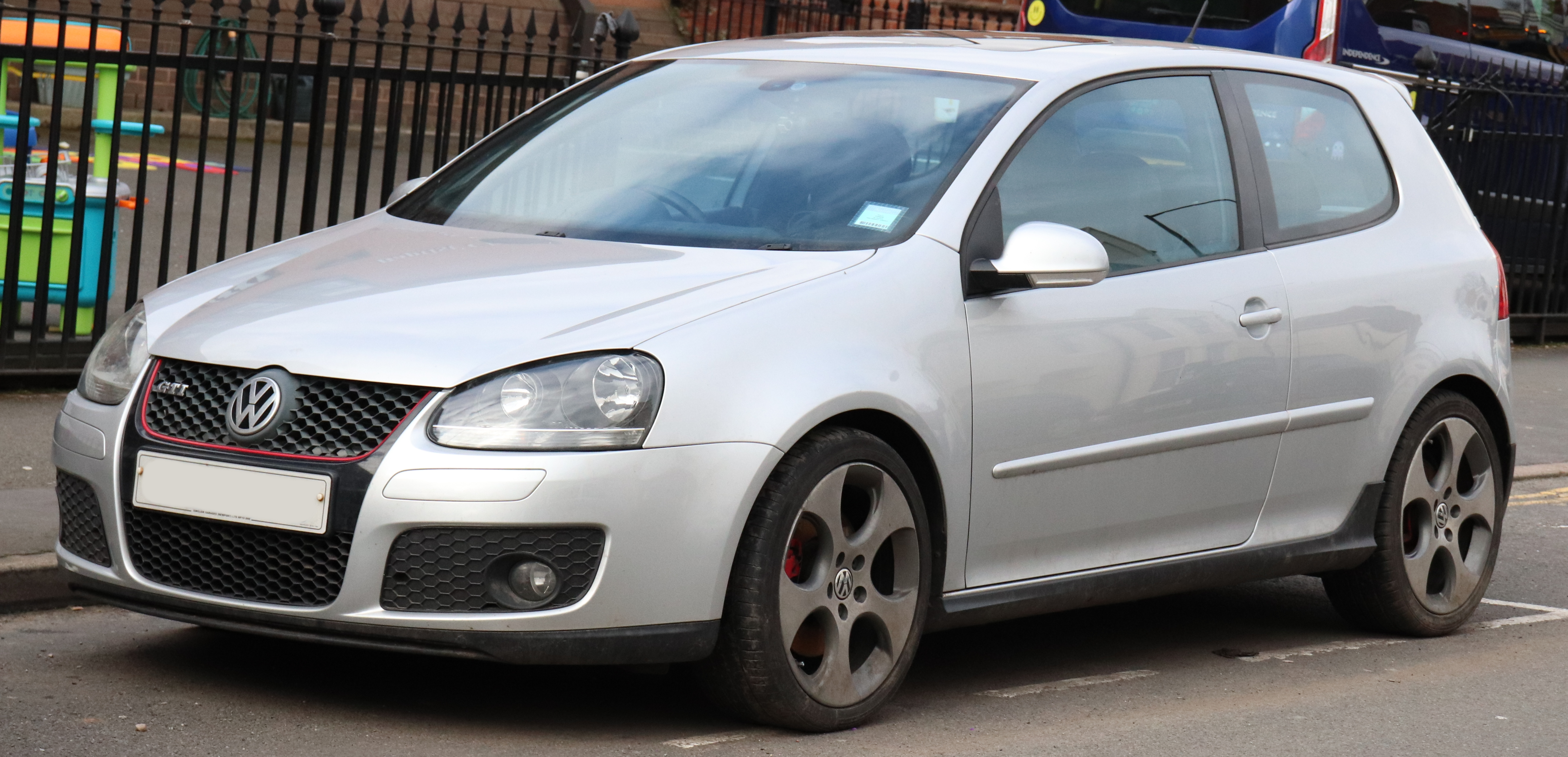
Golf GTI páté generace

  - 1,4L 125 kW TSI - sportovní verze GT
  - 2,0L 147 kW TFSI - sportovní verze GTi
  - 3,2L 184 kW V6 - sportovní verze R32
- Vznětové motory
  - 1,9L 66 kW TDI
  - 1,9L 77 kW TDI
  - 2,0L 55 kW SDI
  - 2,0L 103 kW TDI
  - 2,0L 125 kW TDI - sportovní verze GTD

### Jetta V

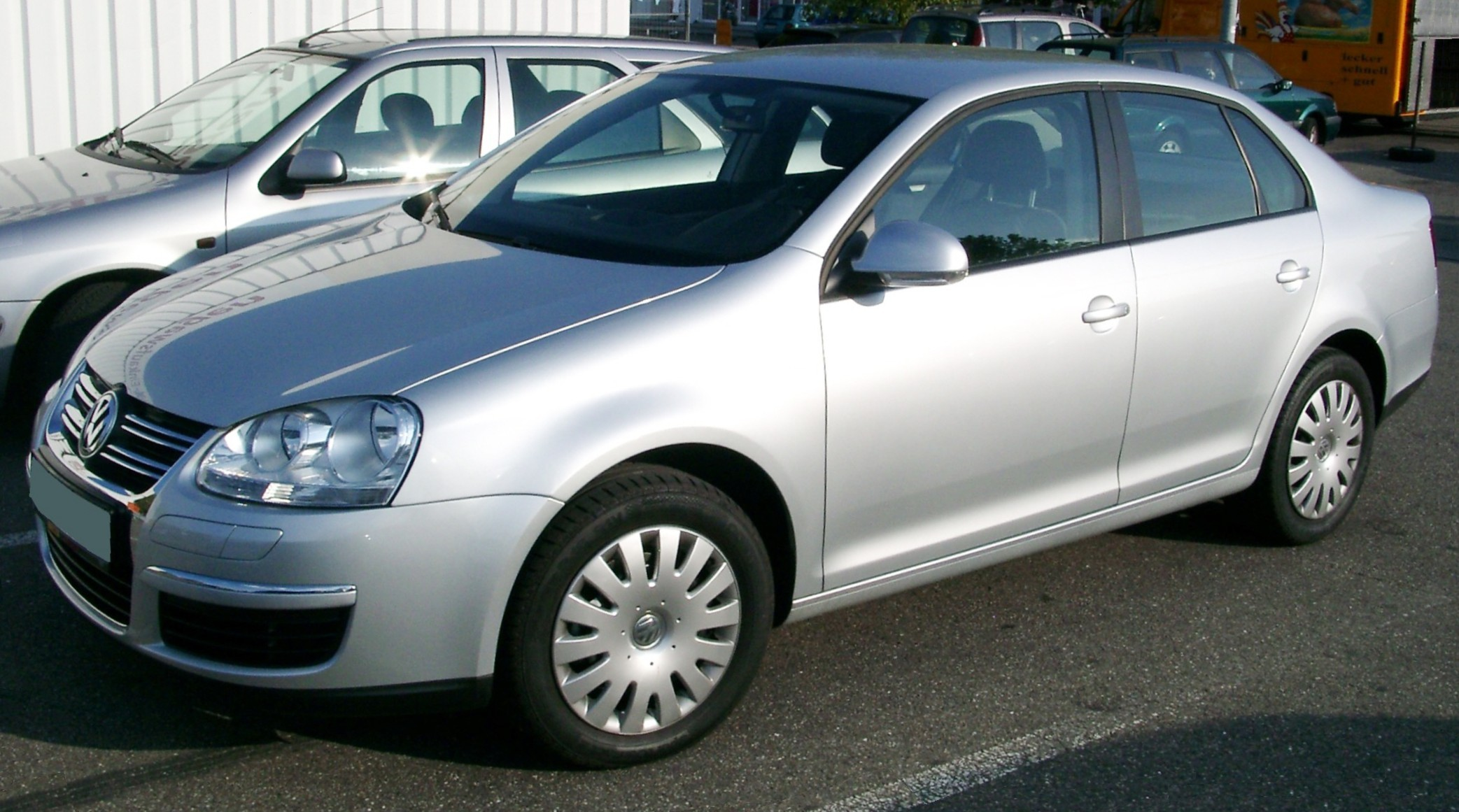
Jetta V

Pátá generace se poprvé představila pátého ledna 2005 na autosalonu V Los Angeles. Kromě předchozích lokací výroby se nově montuje například i v Indii. Je o něco menší, než model Passat. Maska chladiče má velké rozměry a je podobná té na modelu Touran nebo Eos. Ve výbavě se nově objevila duální klimatizace a nové halogenové natáčecí světlomety.
Rozměry:
- Rozvor – 2580 mm
- Délka – 4550 mm
- Šířka – 1760 mm
- Výška – 1460 mm

## Šestá generace (A6/Typ 5K, 2009–2012)

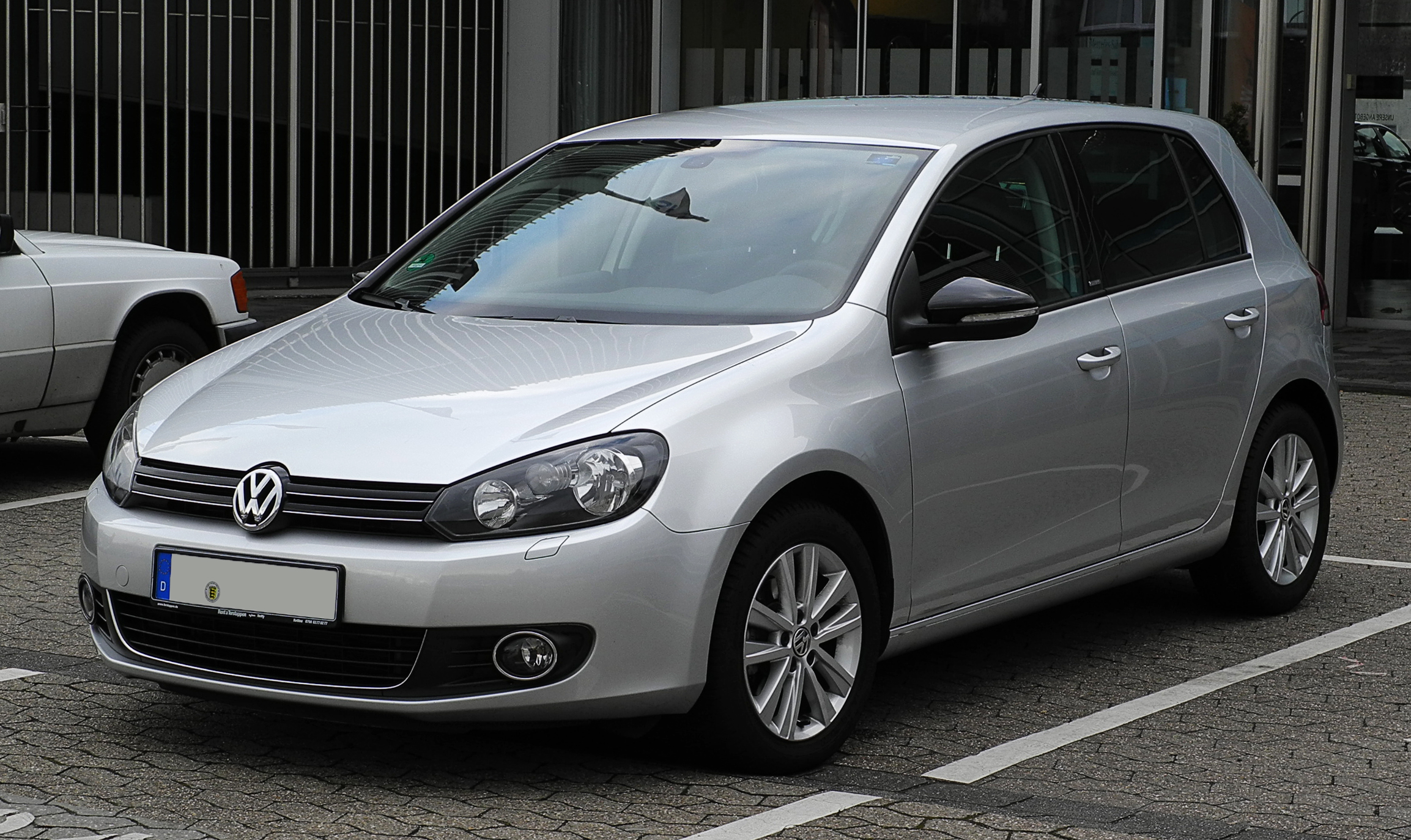
VW Golf, šestá generace

Volkswagen Golf VI se vyráběl od roku 2008 do roku 2012. Prodej začal v lednu 2009. Je postaven na platformě předchozí generace. Poprvé se představil v Paříži na autosalonu. Design, který stvořil Walter de'Silva, čerpá z odkazu prvních čtyř generací a třetí generace Scirocca. Má být více aerodynamický. Výroba by měla být levnější a získat tak zákazníky. V prodeji se objevil v lednu 2009. Vývoj byl soustředěn na co nejnižší výrobní náklady. Ve Spojených státech automobilka zůstala u jména Rabbit. Poprvé se do standardní výbavy dostala klimatizace. Šestá generace prošla testem Euro NCAP v roce 2008 s výsledkem pěti hvězdiček a stejného výsledku dosáhla i v roce 2009 při použití nové metodiky při testech. V dubnu 2009 získala šestá generace Golfu titul World Car of the Year.
Na základě šesté generace se také poprvé představil automobil Volkswagen s pohonem na LPG. Tento model nese název BiFuel. Nádrž je umístěna místo rezervy a hrdlo nádrže je hned vedle hrdla nádrže na benzín. Volba paliva probíhá pomocí tlačítka pod řadicí pákou. Při jízdě na plyn je výkon motoru 72 kW, což je pouze o 3 kW méně, než při pohonu na benzín. Spotřeba plynu je udávána 9,2 litru na 100 km.
Na budoucí vývoj je zaměřen i model Golf Twin Drive, který kombinuje pohon turbodieselového motoru 2,0 o výkonu 87 kW a elektromotoru o výkonu 59 kW. Elektromotor pohání lithiové baterie a dojezd vozu na jedno nabití je okolo 50 km. Kombinovaný výkon je 124 kW. Finální verze hybridního Golfu by měla být představena v roce 2015.
Ve Spojených státech se šestá generace představí až v roce 2010. V nabídce budou dva motory: turbodiesel 2.0 TDI o výkonu 103 kW a zážehový pětiválec o objemu 2,5 litru a výkonu 125 kW.
Motory:
- 1,2 TSI
- 1,4L 16v
- 1,4L 16v TSI
- 1,6L 8v
- 1,6L 16v TDI
- 1,8 TSI
- 2,0L 16v TDI
- 2,0 TSI (GTI, R)
- 2,5L

Rozměry:
- Rozvor – 2578 mm
- Délka – 4199 mm
- Šířka – 1779 mm
- Výška – 1479 mm

## Sedmá generace (A7, 2012–2019)

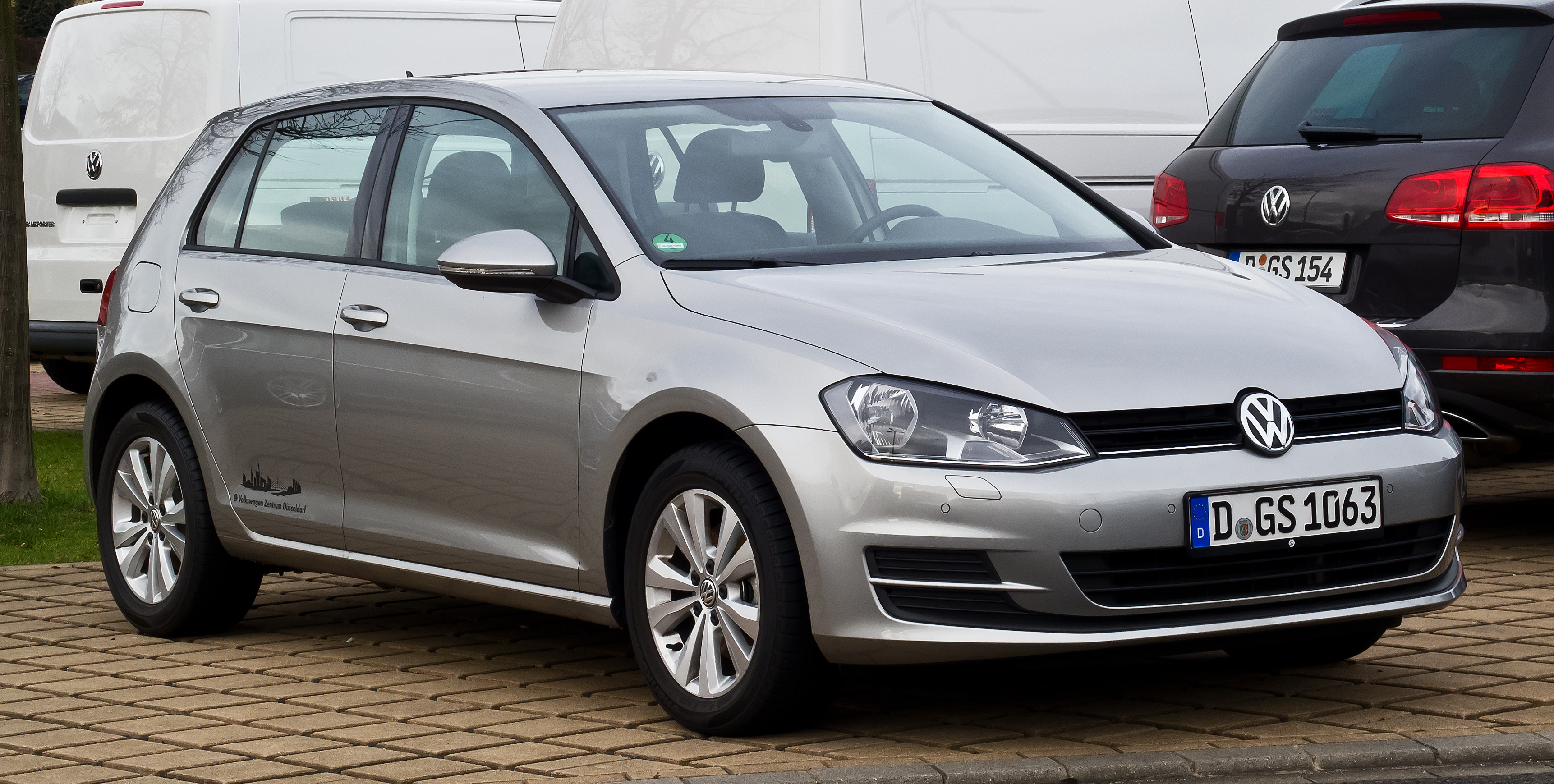
VW Golf, sedmá generace

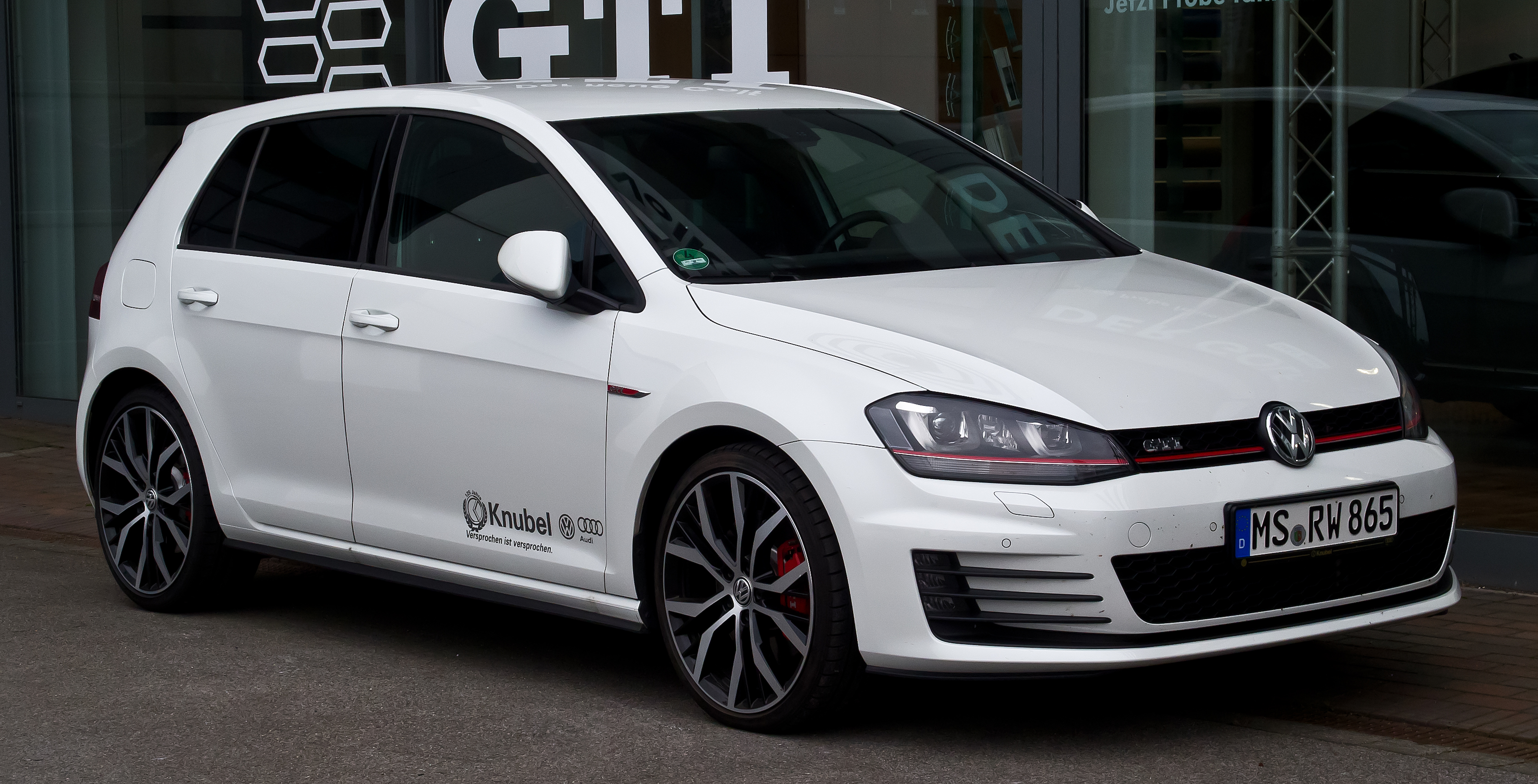
Volkswagen Golf GTI

Volkswagen Golf VII se vyráběl v letech 2012 až 2019. Výroba třídveřového a pětidveřového hatchbacku začala 6. srpna 2012 ve Wolfsburgu, s ročními odstupy přibyly verze Variant a Sportsvan. Oficiální představení vozu proběhlo 4. září 2012 v Berlíně. Golf sedmé generace zvítězil v České republice v soutěži Auto roku 2013.
Vzhled vozu se oproti předchozí generaci zásadně neliší, došlo pouze k drobnějším úpravám. O to větší změny však zaznamenala technika. Na rozdíl od předchozí generace je vůz postaven na nové modulární platformě MQB, kterou Volkswagen začal využívat ve vozech napříč celým koncernem. Generační obměnu zaznamenaly i motorizace, a to jak benzínové TSI (značené EA211), tak dieselové TDI (EA288).
V roce 2017 prošel Golf sedmé generace faceliftem, který kromě drobných vizuálních změn na přídi vozu do nabídky přidal také nový koncernový motor 1.5 TSI Evo, disponující 96, resp. v silnější variantě 110 kW.
Kromě sériového modelu je Golf v prodeji i ve verzi 4x4 – 4Motion a výkonných verzích GTI, GTI Performance, GTD, Golf R a v elektrické verzi jako e-Golf. Golf se nabízí také ve variantě karoserie kombi jako model Variant, ve variantě zvětšeného hatchbacku jako Golf Sportsvan a také v úpravě pro lehký terén jako Golf Alltrack. Elektrické verze faceliftovaného modelu e-Golf a Golf GTE by se měli objevit v průběhu roku 2017 s vylepšeným dojezdem. V nabídce dostupných motorů je i zážehový čtyřválec o objemu 1,4 litru určený pro spalování CNG. Označení motoru je TGI BlueMotion.
Motory:
- 1,2 TSI 63 kW / 77 kW / 81 kW (do fl 2017)
- 1,0 TSI 81 kW (od fl 2017)
- 1,4 TSI 92 kW / 110 kW
- 1,4 TSI ACT
- 1.5 TSI Evo 96 kW / 110 kW
- 1,6 TDI 77 kW / 81 kW / 85 kW
- 1,6 TDI 4MOT 77kW / 81 kW (do fl 2017)
- 1,4 TGI BlueMotion 81 kW
- 2,0 TSI 169 kW / 180 kW / 228 kW (GTI, R)
- 2,0 TDI 110 kW / 135 kW
- 2,0 TDI 4MOT 110 kW / 135 kW

Rozměry:
- Rozvor – 2637 mm
- Délka – 4255 mm
- Šířka – 1799 mm
- Výška – 1452 mm
- Zavazadlový prostor – 380 litrů

## Osmá generace (A8, 2019–současnost)

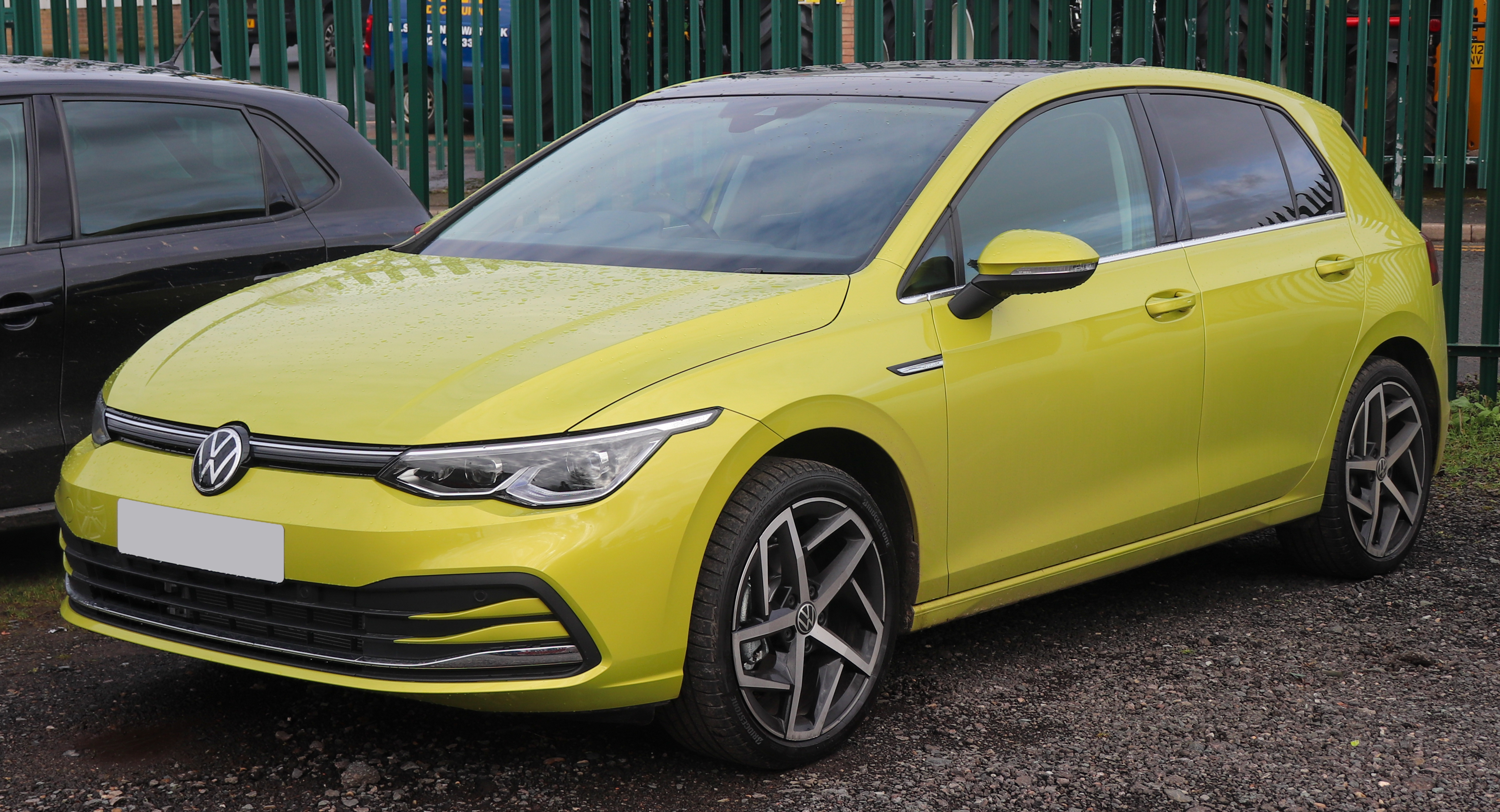
VW Golf, osmá generace

Osmá generace nebyla zřejmě kvůli technickým potížím odhalena na žádném významném autosalonu, ale až 24. října 2019 ve Wolfsburgu. Je postavena na modernizované platformě MQB. Krátká příď s nižšími světlomety výrazně mění styl vozu a více padne verzi kombi, která má poprvé prodloužený rozvor jako některé konkurenční vozy. Třídveřová verze a Sportsvan se kvůli špatným prodejům nevyrábí.

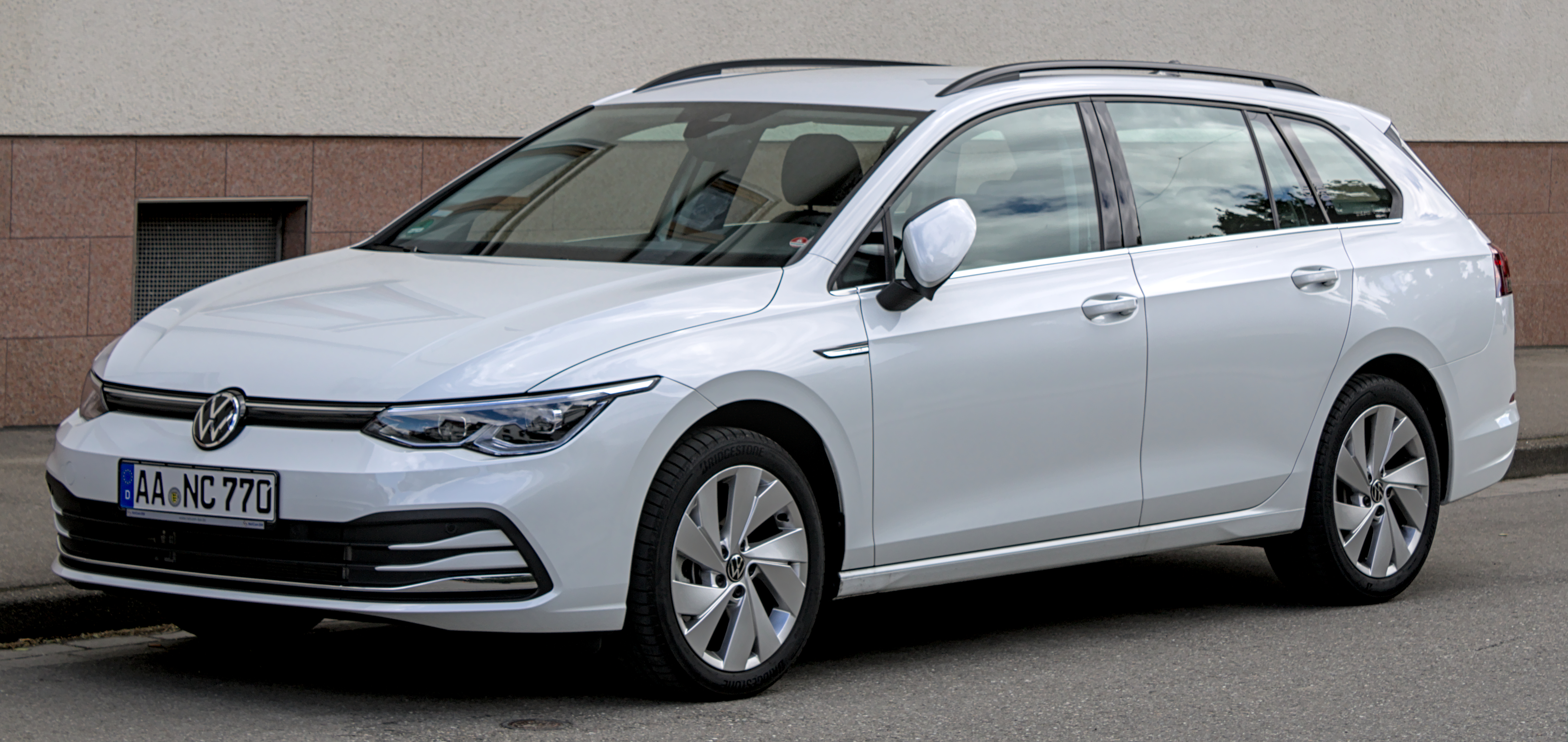
Kombi osmé generace VW Golf

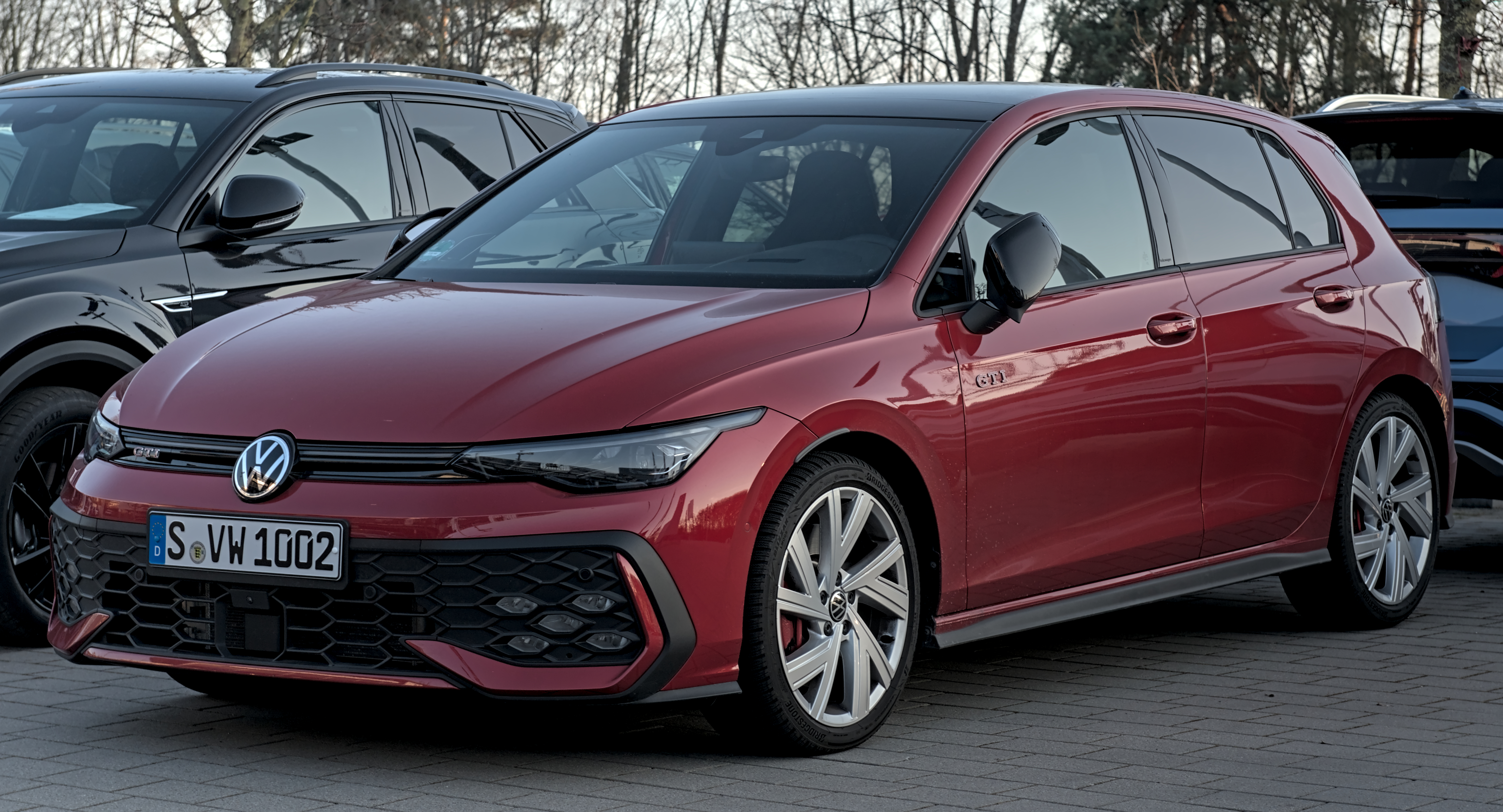
Verze GTI (2025)

Oproti předchozí generaci jsou v základní výbavě už led diodová světla nebo digitální přístrojový štít v nově uspořádaném interiéru. Nové jsou i nabízené motory, např. 2.0 TDI 85 kW nebo mild hybridní eTSI. 
Prodej na německém trhu byl zahájen v devátém týdnu 2020.
Motory:
- 1,0 TSI 66 kW
- 1,0 TSI (eTSI) 85 kW
- 1,5 TSI (eTSI) 96 kW
- 1,5 TSI (eTSI) 110 kW
- 1,4 eHybrid 150 kW
- 1,4 eHybrid 180 kW
- 2.0 TDI 85 kW
- 2.0 TDI 110 kW
- 2.0 TSI 235 kW

## Další modely
V historii se objevilo několik zajímavých modelů. Z první generace byl odvozen užitkový pick-up pod názvem Caddy. Ten se v dalších generacích již nevyráběl z Golfu, ale z jiných modelů.

### Sportovní verze GTI

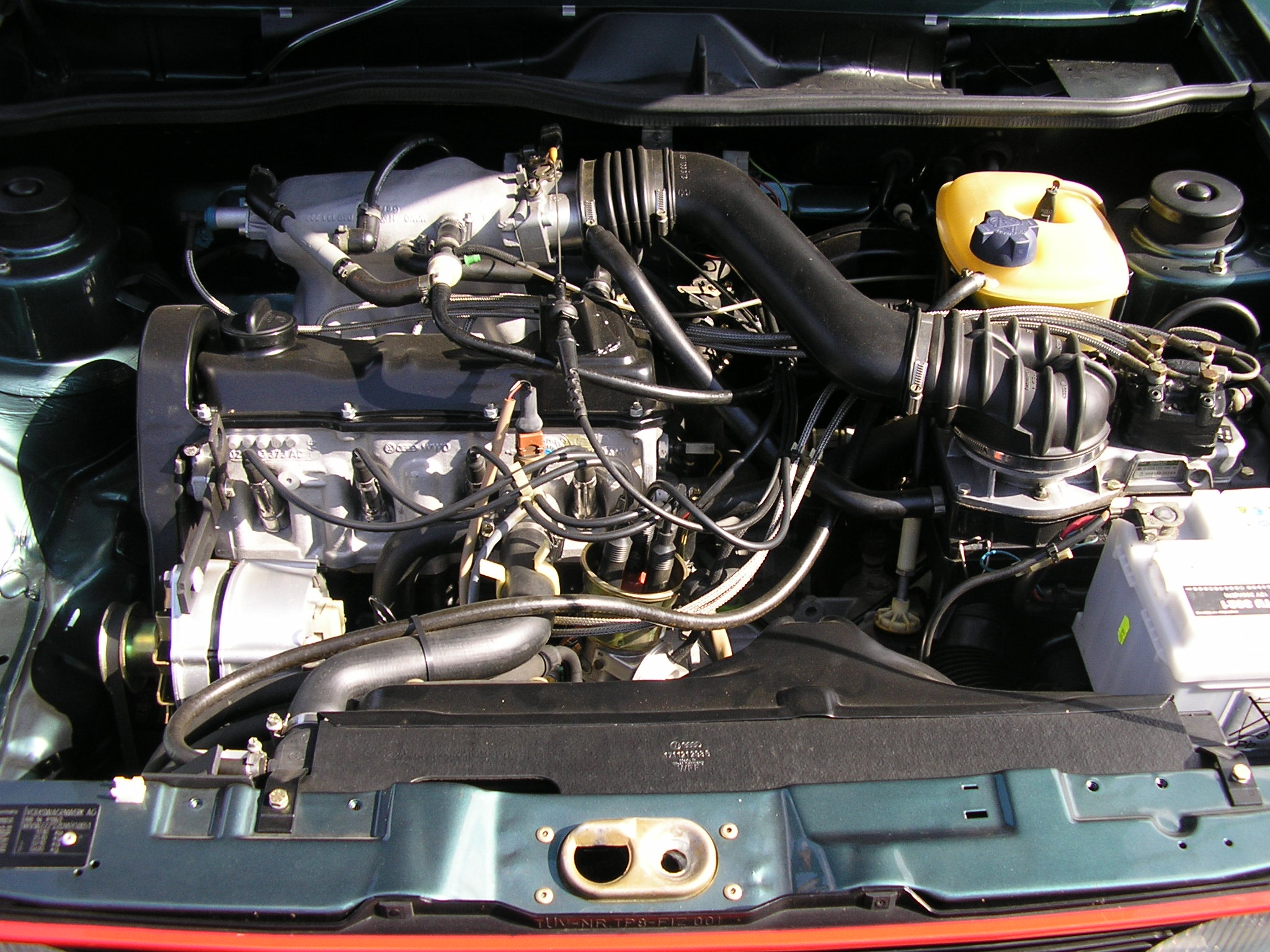
Motoru Golfu I GTI (1983) o objemu 1,8 litru a výkonu 82 kW (112 HP)

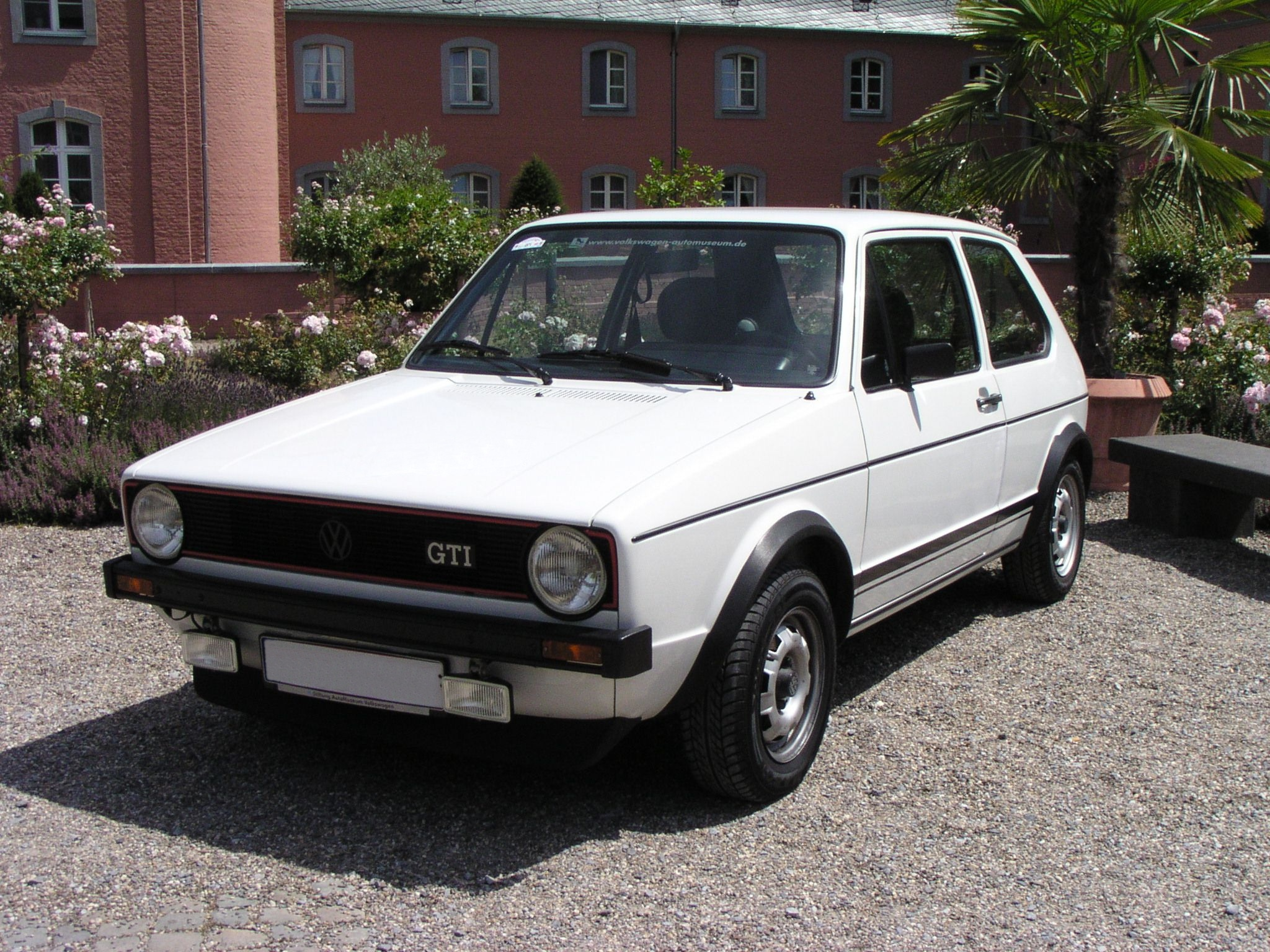
První GTI

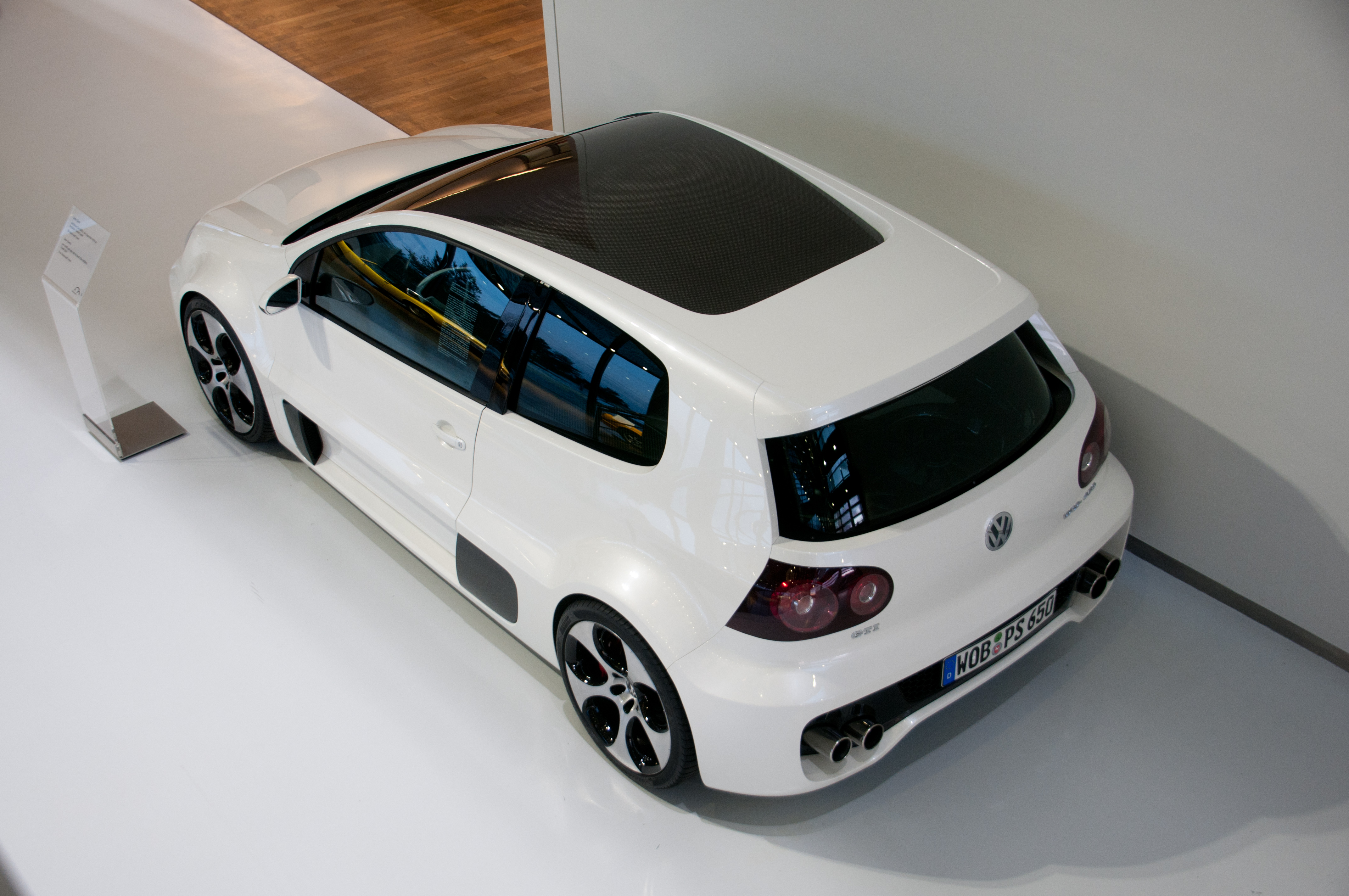
Golf GTI W12-650 s dvanáctiválcovým motorem z Bentley Continental

Golf GTI je sportovním modelem odvozeným od klasického hatchbacku. Má výkonnější motor a sportovnější tlumiče. Zatím se vyráběl na základě každé generace hatchbacku.
Golf GTI se stal ikonou mezi sportovněji laděnými modely. První GTI bylo vyrobeno bez svolení ředitele Ernsta Fialy pod označením Sportgolf. Automobilka byla ve špatné finanční situaci a myšlenka sportovního modelu se řediteli příliš nezamlouvala. Přesto byl na Frankfurtském autosalonu představen první Golf GTI a firma začala uvažovat o malosériové výrobě původně ve pětitisícové sérii. Motor 1,6l vznikl společně s automobilkou Audi a měl výkon 110 koní. Maximální rychlost byla 182 km/h a zrychlení z 0 na 100 kilometrů v hodině za 9 sekund. Vozidlo vypadalo na první pohled nenápadně, pouze maska chladiče byla orámována červeným proužkem a v interiéru byla použita sportovní sedadla. Cena byla ale téměř dvojnásobná než u nejlevnějšího modelu – 13 850 Dm. V roce 1984 bylo představeno GTI na základě druhé generace. Mělo o 4 k menší výkon z důvodu použití katalyzátoru. V roce 1986 se ale objevil šestnáctiventilový motor, který tento neduh odstranil. V roce 1990 oslavil Golf GTI jeden milion vyrobených vozů.
V roce 1991 přišla na trh třetí generace GTI. Navenek téměř neidentifikovatelná. Pouze malé štítky okolo vozu dávaly najevo, že se jedná o sportovní model. V roce 1996 se představila speciální edice tisíce automobilů k dvacátému výročí sportovního Golfu GTI. Pokud byla ale třetí generace nenápadná tak čtvrtá z roku 1996 si se sériovým provedením po exteriérové stránce nic nezadala. Pojem GTI ztrácel svůj původní význam. Teprve u páté generace, která se představila ve Frankfurtu v roce 2003, se opět bylo možné setkat s Golfem, který byl znatelně výkonnější než sériové modely. Od roku 2006 začal prodej i ve Spojených státech. Na první pohled nápadná maska chladiče s motivem včelí plástve, červeným orámováním a sportovní kola odkazují na původní myšlenku. Ve voze je motor o výkonu 147 kW a šestistupňová převodovka. Pátá generace získala titul Auto roku 2007 časopisu Automobile Magazine. Nakonec bylo vyrobeno více než 1,5 mil. vozů GTI z původní pětitisícové série. První GTI bylo v roce 2004 oceněno jako třetí nejlepší automobil 80. let Mezinárodní komisí sportovních aut.
Šestá generace sportovního modelu GTI byla představena v roce 2009. Automobilka jí prezentovala po boku první generace GTI z druhé poloviny sedmdesátých let. Novou generaci pohání vylepšený zážehový čtyřválec 2,0 TFSI o objemu 1984 cm³ se čtyřventilovou technikou, který splňuje emisní normu Euro 5. Ten je naladěn na výkon 155 kW. Zrychlení z nuly na 100 km/h je 6,9 sekundy. Maximální rychlost automobilu je 240 km/h. Hmotnost automobilu se pohybuje mezi 1318 až 1339 kilogramy. Automobil používá pneumatiky Michelin Pilot Exalto, které jsou nazuty na sedmnáctipalcových kolech Denver z lehkých slitin. Má zvýšený odpor posilovače řízení oproti sériovým modelům. Ve výbavě se objevilo ESP a sada několika druhů airbagů. Diferenciál má elektronickou uzávěrku XDS. Celý automobil je o 15 mm snížený a je vybavený sportovním podvozkem.

#### Golf GTI 20th Anniversary GTI Edition

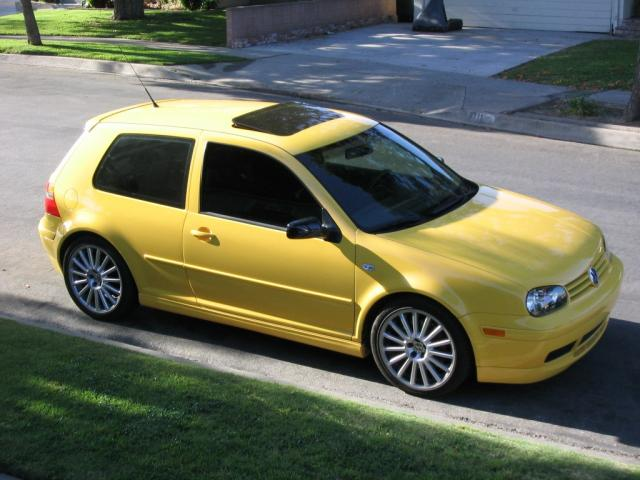
Americká verze 25th Anniversary GTI Edition

Limitovaná edice tisíce vozů k oslavě dvacetileté výroby modelu Golf GTI. Přední sedadla byla sportovní anatomická od firmy Recaro. Bezpečnostní pásy byly vyvedeny v červené barvě. Hlavice řadicí páky byla s chromovými prvky. Sportovní volant a madlo řadicí páky byly obšity kůží a červenou nití. Podlahové koberce byly taktéž s červeným olemováním. Červené doplňky odkazovaly na červený proužek, který olemovával masku chladiče na prvních dvou generacích GTI. V exteriéru na tento stylistický prvek odkazovaly červené proužky na náraznících a bočních plastových ochranných lištách. Šestnáctipalcová kola z lehkých slitin byla obuta do sportovních pneumatik BBS RX II. Design byl sjednocen s koly na modelu VR6. Automobil měl dvě koncovky výfuku z leštěné oceli. Z celé série bylo 600 vozů s osmiventilovou a 150 vozů s šestnáctiventilovou hlavou válců. Se vznětovým motorem TDI bylo vyrobeno zbývajících 250 vozů. Ty byly prodávány pouze v kontinentální Evropě.
Se stejným názvem se představilo vybavenější GTI i v roce 2003. Tehdy ale bylo postaveno na základu čtvrté generace a prodávalo se pouze na severoamerickém kontinentě. Ve Spojených státech bylo vyrobeno 4 000 vozů pro domácí trh a 200 vozů pro Kanadu. Štítky GTI byly oproti normální verzi vyvedeny v červené barvě. Nad víkem zavazadlového prostoru byl malý spojler. Vůz používal osmnáctipalcová kola OZ Aristo se sportovními pneumatikami Michelin Pilot. Nabízel se pouze ve třech barvách: žlutá Imola, modrá Jazz a černá Magic Pearl. V té byla vyrobena polovina produkce, zbylé vozy byly rovnoměrně vyrobeny v modré a žluté. V interiéru byla sportovní anatomická sedadla Recaro a kvalitní audiosystém Monsoon s osmi reproduktory.

#### Golf GTI 25th Anniversary GTI Edition
Byla vyrobena k oslavě výročí pětadvacetileté historie Golfu GTI v roce 2001. Ve Spojených státech amerických se prodávala pod označením GTI Edition 337 od roku 2002. Vozy se dodávaly v odstínech stříbrné (Reflex Silber Metallic), černé (Black Magic Perleffect) a červené (Tornado Rot) Na rozdíl od běžné verze GTI měla tato edice řadu doplňkové výbavy. Vůz používal osmnáctipalcová kola BBS RC z lehkých slitin. V interiéru byly černo-červená sedadla Recaro a bezpečnostní pásy ve stejné kombinaci. Na karoserii byl použit sportovní bodykit. Jízdní vlastnosti byly vylepšeny šestistupňovou převodovkou a většími brzdami.

#### Golf GTI Edition 30
Speciální edice páté generace Golfu GTI byla vyrobena k příležitosti oslav třicetileté historie sportovního modelu GTI. Do prodeje se dostala v listopadu 2006. Na výběr bylo šest barev: červená Tornado, černá matná, černá Diamond Black Pearl, bílá Candy, stříbrná Reflex a šedá Steel. Vůz měl o 22 kW vyšší výkon než standardní GTI. Stříbrné logo Edition 30 bylo použito na několika místech v interiéru. Vůz používal sportovní osmnáctipalcová kola BBS Pescara nebo černá BBS Monza II z lehkých slitin. Maximální rychlost byla 245 km/h a zrychlení z nuly na 100 km/h bylo 6,8 sekundy.

#### Golf GTI W12
Tento koncept vznikl u příležitosti 30 narozenin typu GTI. Většina dílů pochází z jiných vozů z koncernu VW. Pomocný rám zadní nápravy a podlaha pochází z Audi R8. Náprava a zadní brzdy jsou z Lamborghini Gallardo. Převodovka má původ ve voze Volkswagen Phaeton. Dvanáctiválec s 2 turbodmychadly je od automobilky Bentley (Edit: - Bentley jako součást koncernu VW Group tento motor převzalo od VW, který jej jako první používal právě ve zmíněném modelu Phaeton a u Audi v modelu A8 - jedná se o příbuzný motor odvozený od původního 2.8 VR6, který se později v různých proměnách objevoval jako základní VR6, W8, W12...), přední brzdy z vozu Audi RS4 a karoserie je upravená z klasického GTI. Motor má výkon 650 koní.

### Golf Cabriolet

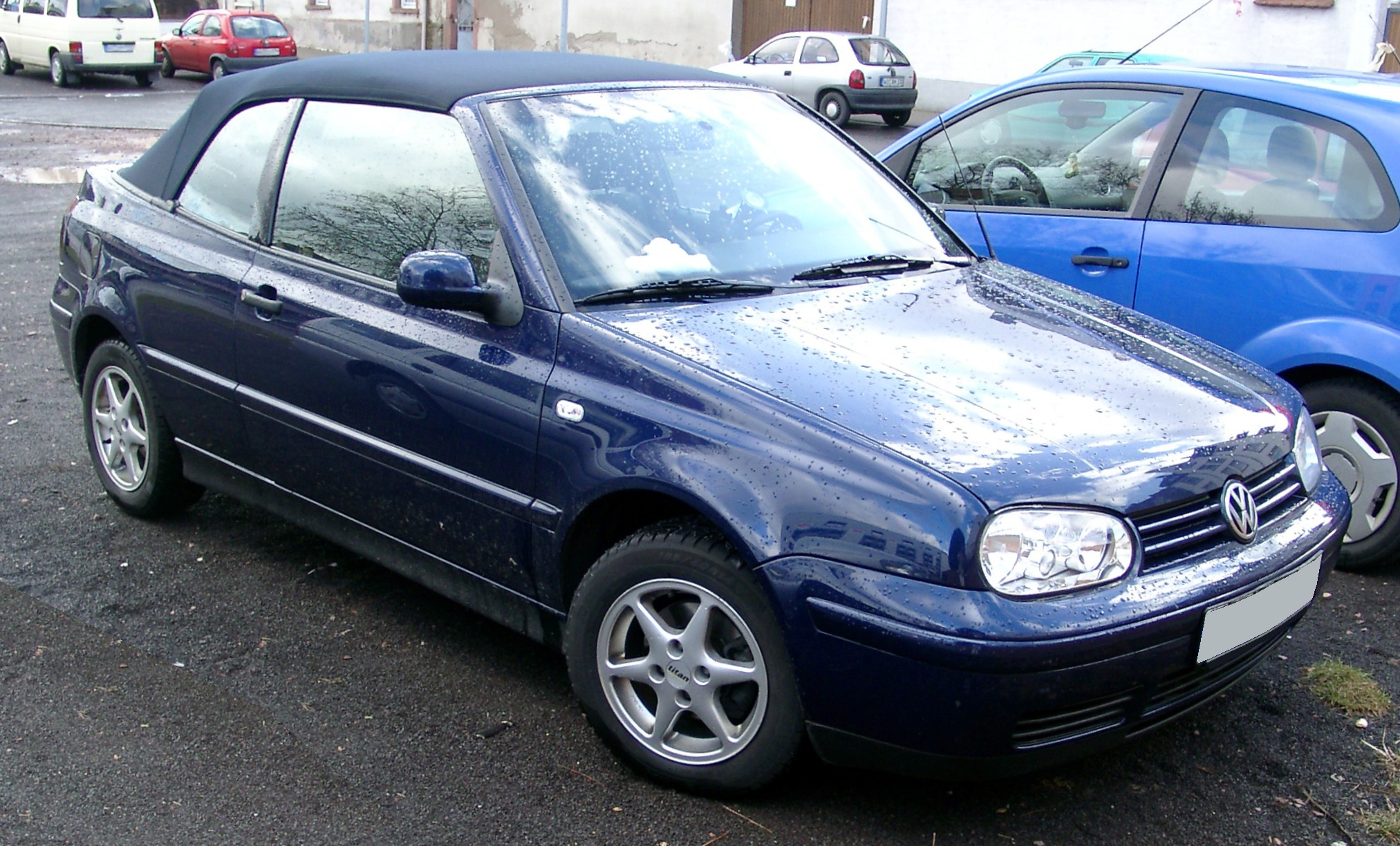
Kabriolet s designem čtvrté generace

Golf kabriolet je odvozen od klasického hatchbacku. Momentálně se připravuje výroba třetí generace kabrioletu.
První generace Golfu Cabriolet se prodávala v letech 1980 až 1993. Technický základ převzala z první generace a zůstala ve výrobě i po nástupu druhé generace. Celou výrobu zajišťovala firma Karmann. Volkswagen dodával podvozek, motory a interiér. Plátěná střecha mohla být stahována manuálně nebo automaticky. Zadní okno bylo vyhřívané. S počtem 388 522 vozů se Golf I stal nejprodávanějším kabrioletem na světě. V roce 1993 první kabriolet nahradila druhá generace postavená ze základu třetí generace hatchbacku. Ta měla na výběr tři zážehové nebo jeden vznětový motor (což tehdy nebylo obvyklé dávat do sportovních variant vznětový motor). V roce 1999 byl design kompletně přepracován, aby se sjednotila vnější podoba se čtvrtou generací hatchbacku (až na interiér, tam putoval ze čtvrté generace pouze volant, palubní deska zůstala věrná generaci třetí), technicky však pořád vycházel ze třetí generace Golfu. Výroba tohoto typu běžela do roku 2002. Pak nebyl produkován kabriolet na základě Golfu do roku 2006. Jediným kabrioletem byl Volkswagen New Beetle. V roce 2006 začal prodej modelu Eos, který je postaven na základě páté generace hatchbacku. Oproti předchůdci má ale pevnou skládací střechu. Sám Volkswagen ovšem nepovažuje Eos za nástupce Golfu Cabrio a říká, že spíše vyplňuje mezeru mezi modely Golf a Passat. Druhá generace Eosu však má být luxusnější a postavená na základě modelu Passat. Z šesté generace Golfu tak bude opět odvozen klasický kabriolet s plátěnou střechou. Výroba by měla být zahájena v roce 2010.

### Golf Syncro
Golf Syncro je klasický hatchback s pohonem všech kol. První Golf s pohonem všech kol byl odvozen ze druhé generace. Představil se v únoru 1986. Dodával se s motorem o obsahu 1,8 l a výkonu 66 kW. Později byl výkon zvýšen na 72 kW. Systém pohonu všech kol vznikl ve spolupráci s firmou Steyr-Puch. Verze Syncro byla přibližně o 30% dražší než sériový model. Celkem bylo vyrobeno 26 000 vozů verze Syncro. V roce 1993 bylo představeno Syncro postavené na základu třetí generace.

### Golf Rallye G60

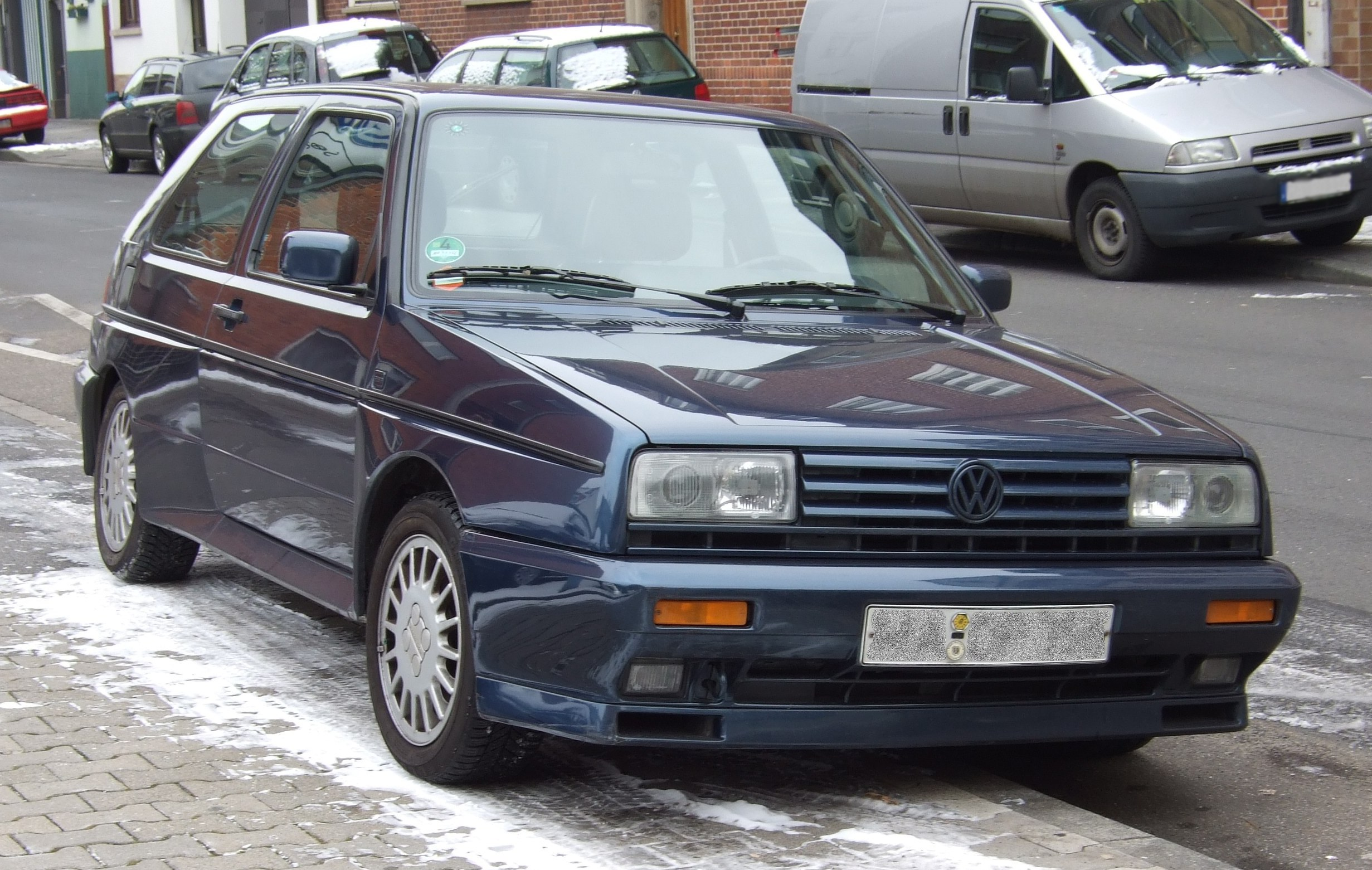
Golf Rallye

Golf Rallye je sportovní model druhé generace s mírně odlišným designem a pohonem všech kol vyvinutý pro závodní účely. Představil se v roce 1989, a byl vyroben jako homologační série kvůli účasti automobilky v rallye. Používal hranaté světlomety podobné s modelem Jetta. Oproti klasickému Golfu měl kvůli většímu rozchodu a širším kolům rozšířené blatníky. Pohon všech kol byl osvědčený již z modelu Syncro. Vůz se vyráběl v Belgii, kde nakonec vyrobili pouhých 5 000 kusů (to bylo minimum pro homologaci). Ve své době stál přibližně 50 000 marek, což byla dvojnásobná cena oproti verzi GTI. Poháněl ho příčně vpředu uložený zážehový řadový čtyřválec s rozvodem OHC a dvěma ventily na válec přeplňovaný spirálovým turbodmychadlem o objemu 1763 cc. Produkční výkon byl 118 kW.

### Golf G60 Limited
Golf G60 byl sportovní model výkonnější než model GTI. Limitovaná edice 71 kusů postavená sportovním oddělením Volkswagenu. Používala šestnáctiventilový motor z vozu GTI. Všechny vozy byly lakovány zelené barvě Gunmetal a všechny kromě dvou měly pětidveřovou karoserii. Vůz stál na patnáctipalcových kolech BBS. Maska chladiče byla olemována modrým proužkem, uprostřed bylo černé logo VW a měla 2 kruhové světlomety Hella. Dva vozy byly vybaveny klimatizací. Vůz stál okolo 36 000 marek. Výkon vozu byl 154 kW a zrychlení na sto km/h bylo 7,2 sekund.

### Golf Country

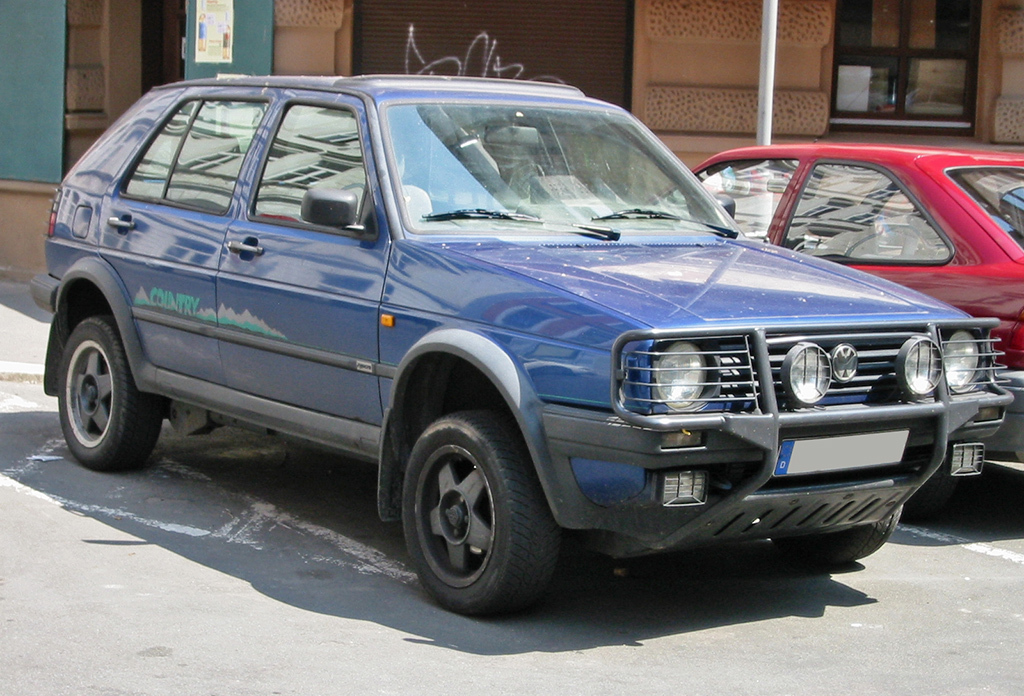
Golf Country

Golf Country byl terénním automobilem odvozeným z druhé generace hatchbacku. Jednalo se o předchůdce dnešních SUV, který byl postaven na základu druhé generace. Poprvé byl veřejnosti představen na ženevském autosalonu v roce 1990. Bylo vyrobeno 6 697 kusů. Vůz měl velmi velkou světlou výšku a byl vybaven ochrannými rámy, jako terénní automobily. rezerva umístěna na konstrukci za pátými dveřmi. K pohonu sloužil zážehový motor o objemu 1,8 l a výkonu 85 kW nebo motor z verze GTD o výkonu 56 kW. Světlá výška byla dvacet a půl centimetru, výška celého vozu tak vzrostla na 1 555 mm. Hmotnost prázdného automobilu byla 1640 kg. K dispozici byl takzvaný Crompaket, který obsahoval ochranné rámy z chromu. Verze Country byla odvozena i ze 4. generace ale pouze jako prototyp.

### Golf VR6
Golf VR6 byl další sportovní model, který byl výkonnější než model GTI. Byl nejsportovnějším a nejrychlejším modelem postaveným na základě třetí generace. Měl pohon předních kol nebo stálý pohon všech kol (syncro). Poháněl ho motor o objemu 2,8 l nebo 2,9 l (syncro) výkonu 128 kW a 140 kW (syncro) .Hmotnost byla snížena na 1285 kg. Maximální rychlost vozu byla 240 km/h.

### Golf CitySTROMer
Verze Golf CitySTROMer byly automobily s komponenty vozu Golf, kterým k pohonu sloužil elektromotor. Jejich výroba probíhala v letech 1992 až 1996. Celkem bylo vyrobeno 120 vozů. Vůz se vyráběl ve třech verzích. Nejvyšší rychlost automobilu byla 100 km/h. Ve voze bylo umístěno 6 baterií. Dojezd automobilu byl v létě kolem 70 km a v zimě kolem 40 km.

### Golf R32

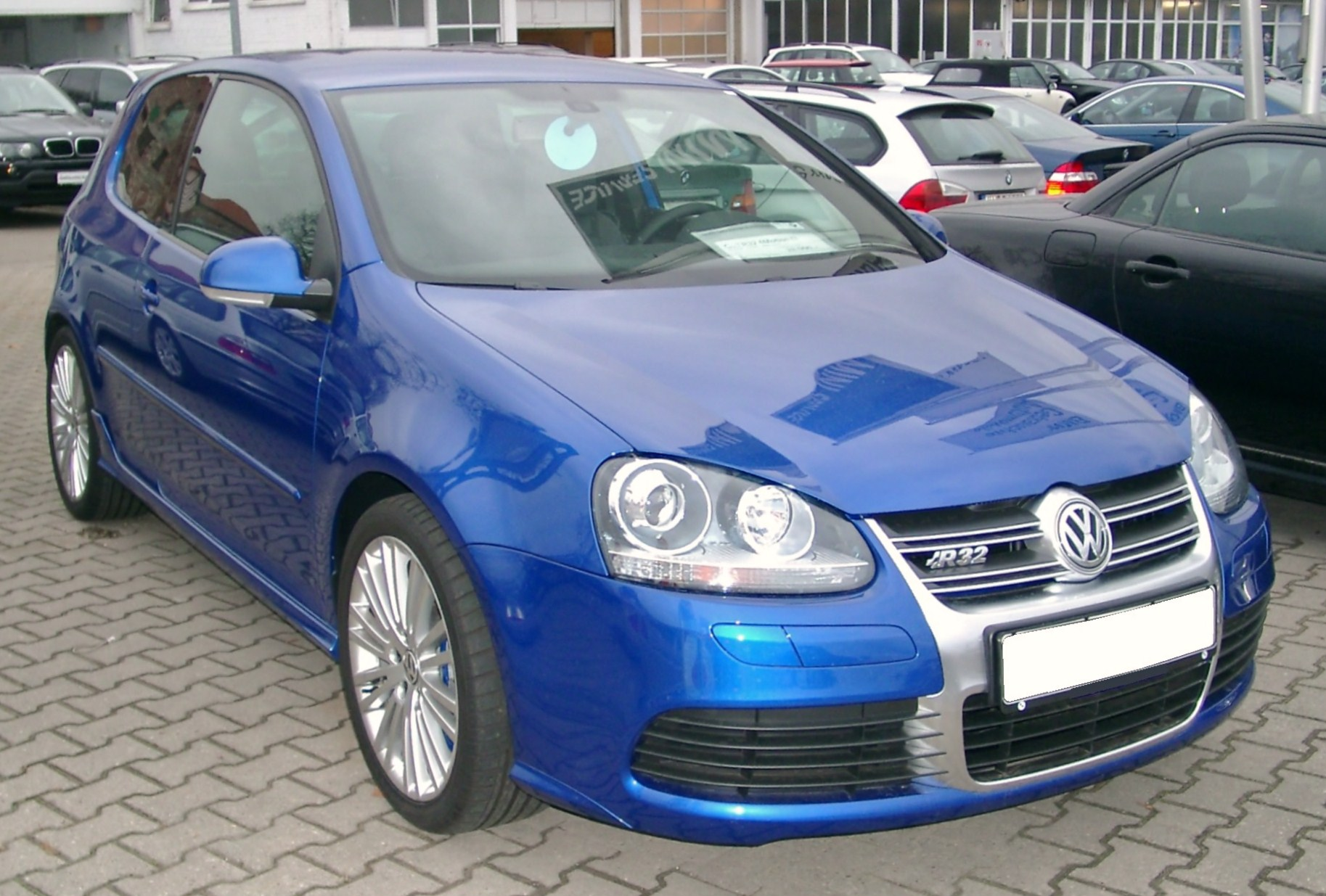
Druhá generace typu R32

Golf R32 je označení pro sportovní model s pohonem všech kol. Je odvozen z klasického hatchbacku a vyrábí se od čtvrté generace. Jednalo se o nejrychlejší sportovní model odvozený z Golfu.
Výroba nejrychlejšího modelu postaveného na základě čtvrté generace začala v roce 2002. Poháněl ho čtyřiadvacetiventilový motor VR6 o objemu 3,2 litru a výkonu 180 kW. Měl stálý pohon všech kol 4motion. Ve výbavě byla automatická klimatizace Climatronic, sportovní sedadla König, osmnáctipalcová kola OZ Aristo, ESP, střešní okno a speciální bodykit. Na výběr byly čtyři barvy: černá Magic Pearl, stříbrná Reflex, červená Tornado a modrá Deep Blue Pearl. Vůz zrychlil z nuly na 100 km/h za 6,6 sekundy.
Vůz se vyráběl i na základě páté generace, a to od roku 2005. Poháněl ho stejný motor, který byl naladěn na 184 kW. Maximální rychlost je kvůli omezovači jen 250 km/h. Zrychlení z nuly na 100 km/h je 6,5 sekundy. Oproti předchozímu R32 je o 40 kilogramů těžší kvůli lepšímu systému pohonu všech kol. Kola jsou osmnáctipalcová od značky Zolder. Brzdy jsou lakovány na modro.

### Golf Plus a Golf Sportsvan

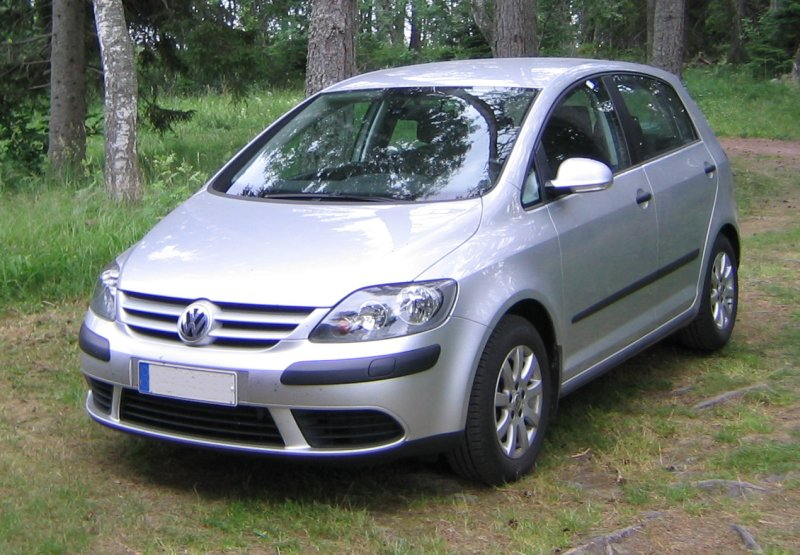
1. generace Golfu Plus

Golf Plus je automobil kategorie MPV, která je postaven na podvozkové platformě hatchbacku. Vyrábí se od páté generace.
Jednalo se o první vůz kategorie MPV postavený na základě modelu Golf. Výroba začala v prosinci 2004 na základě páté generace. Golf plus je o 95 mm vyšší než klasický hatchback, ale o 150 mm kratší, než větší MPV model – Touran.
Na autosalonu v Bologni 2009 byla představena druhá generace populárního MPV Golf Plus odvozeného ze šesté generace. O úspěšnosti modelu svědčilo i to, že objem prodeje dosahoval čtvrtiny odbytu klasického hatchbacku. Design přebral také od něj. Motory splňovaly emisní normy Euro5.
Roku 2014 začala výroba nástupce Golfu Plus, tentokrát označeného Golf Sportsvan. Stojí na nové platformě MQB a znatelně narostla délka (+134 mm) i rozvor (+107 mm).

### CrossGolf

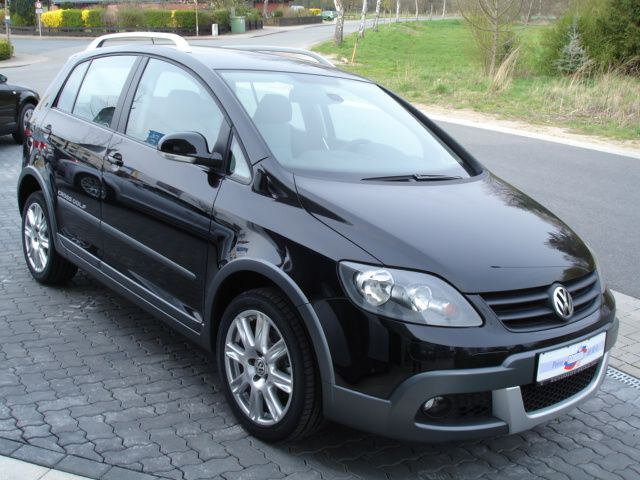
CrossGolf

Je to automobil pro volný čas odvozený od Golfu Plus. Představil se na autosalonu v Paříži v roce 2008. Jednalo se o první SUV vytvořené na základě páté generace Golfu ve verzi Plus. CrossGolf je nástupcem Golfu Country odvozeného od druhé generace. Oproti tomu má ale pouze pohon předních kol. Pohánějí ho zážehové motory o objemech 1,6 l a přeplňovaný motor o objemu 1,4 l nebo vznětové turbodiesely o objemech 1,9 l a 2,0 l. Ve Velké Británii se tento model prodává pod názvem Golf Plus Dune.

### Golf GT
Golf GT byl slabším sportovním modelem, který nebyl tak výkonný jako verze GTI. Objevovaly se u něj i přeplňované vznětové motory. V páté generaci měly zážehové i vznětové agregáty shodný výkon 125 kW. Vůz používal stejné brzdy jako výkonnější GTI a byl také vybaven sportovními koly. Ta byla sedmnáctipalcová s názvem ClassiXs. Sportovní dojem přidávala i dvojitá koncovka výfuku.
GTI (Gran Turismo Injection)Zkratka GTI se vžila pro označení sportovně laděných vozů. V sousedním Německu je tato zkratka pojmem, může za to legendární VW Golf, k němuž tato zkratka patří asi nejvíce. Automobilka Volkswagen představila v červnu 1976 na Frankfurtském autosalonu první VW Golf GTi.
GTD (Gran Turismo Diesel)GTD je zkratka označující sportovně laděné Volkswageny Golf s naftovým motorem. Zkratka je odvozena od staršího benzínového bratříčka GTI
GTE (Gran Turismo Electric)Zkratka GTE označuje sportovně laděné hybridní vozy automobilky Volkswagen. Jeho označení navazuje na své sportovně laděné sourozence, benzínové GTI a naftové GTD.

### Golf R
Volkswagen Golf R je nástupcem předchozích sportovních modelů R32. Poprvé byl představen v druhé polovině roku 2009. Pohání ho přeplňovaný čtyřválcový motor 2.0 TSI o výkonu 199 kW. Z 0 na 100 km/h zrychlí za 5,5 sekundy. Pohon všech kol zajišťuje systém Haldex. Motor vychází z páté generace GTI. Jeho blok, písty a ojnice byly zesíleny a jeho hlava je vyrobena z lehké slitiny. Posílen byl i vstřikovací systém. Podvozek je tužší a je snížený o 25 mm. Na předním nárazníku jsou větší nasávací otvory, zadní je vybaven difuzorem. Vůz je vybaven xenonovými světlomety a diodovými světlomety pro denní svícení. Zpětná zrcátka jsou lakovaná černou barvou. Zadní světla jsou diodová s kouřovými krycími skly. Vůz je vybaven osmnáctipalcovými koly, v příplatkové výbavě jsou i devatenáctipalcová. Nová sportovní sedadla jsou potažena Alcantrou s černou látkou. Cena vozu by se měla pohybovat okolo 950 tisíc Kč.

### Volkswagen e-Golf
Jde o elektromobil do města, který má podle evropského měření NEDC maximální dojezd na 1 nabití cca 300 km, dle měření WLTP je to 231 km. Cena vozu se v ČR pohybovala po 1 milionem Kč. Elektromotor má výkon 100 kW, baterie kapacitu 35,8 kWh. Maximální rychlost vozu je 150 km za hodinu. U rychlonabíjecí stanice CSS se baterie dobije do 80 % za 40 minut, nabíjení z klasické domácí zásuvky bude trvat 17 hodin. Volkswagen e-Golf automobilka začala prodávat v roce 2013.

## Závodní verze

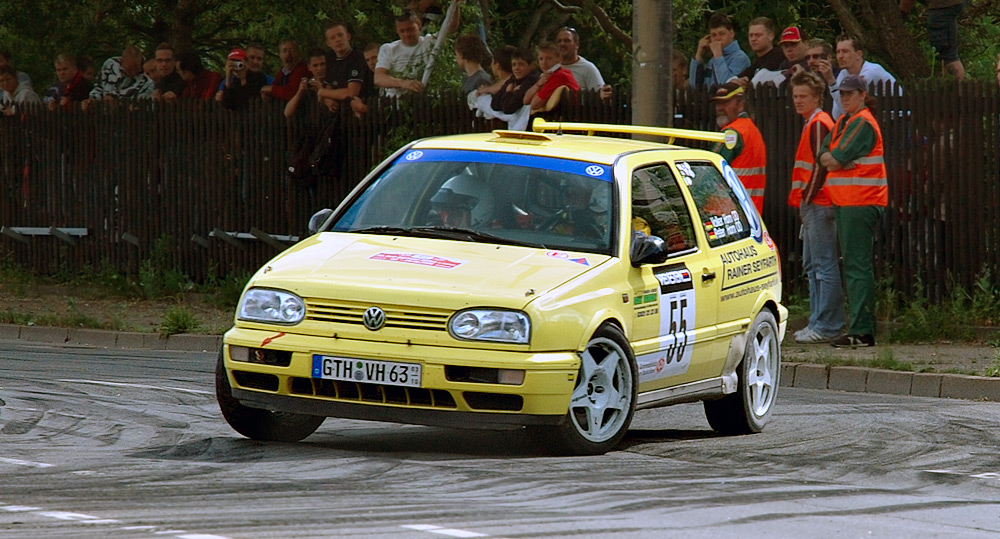
Golf Kit-Car třetí generace

Golfy získaly mnoho úspěchů v automobilových soutěžích, když vyhrály např. i českou Rallye Bohemia v letech 1988, 1989 a 1990. Nejúspěšnějším vozem byl model Golf Rallye, speciál pro skupinu A. Později se v automobilových soutěžích objevily vozy specifikace Kit-Car na základě třetí a čtvrté generace. Tyto vozy však nikdy nevyhrály pohár konstruktérů na mezinárodní úrovni.

### Golf III Kit Car
Třetí generace ve verzi Kit-Car se objevila poměrně později než specifikace pro skupinu A. Od specifikace A jí odlišovaly kulaté světlomety a spojler na třetích dveřích. Tovární tým Volkswagen však v rallye nepůsobil a účast vozu tak zajišťovaly jen soukromé týmy. Výkon motoru byl 206 kW. Poprvé vůz startoval na RAC Rallye 1996. Britský tým angažoval za jezdce Alistera McRae.

### Golf IV Kit Car
Čtvrtá generace Kit-Car byla nejširším vozem v této kategorii. Kit-Car se vyráběl i se vznětovým motorem TDI. Zážehový motor byl vybaven dvacetiventilovou technikou. Jednalo se o motor převzatý z okruhového speciálu Audi A4. Ani jedna sezona, které se Volkswagen s tímto vozem zúčastnil nebyla úspěšná a tak byly vozy po dvou letech rozprodány soukromníkům. Poprvé startovala na Vauxhall Rally Wales 1999. Piloty byli Mark Higgins a Raimund Baumschlager. o rok později byl angažován Tapio Laukkannen, mistr Británie z roku 1999 ale nevyhrál ani jeden závod, tak byl tým VW Sony Racing rozpuštěn. Vůz byl nejširší v kategorii Kit Car. Šestistupňová sekvenční převodovka byla od firmy Gemini. Automobil má pouze pohon předních kol. Objem nádrže je 45 litrů.
Vznětový řadový osmiventilový čtyřválec je uložený napříč a má objem 1984 cm³. Maximální výkon je až 250 koní a točivý moment 480 Nm. Vstřikovací čerpadlo je od firmy Motronic od firmy Bosch. Vůz je dlouhý 4151 mm, široký 1882 mm a vysoký 1420 mm. Rozvor je 2521 mm, rozchod předních kol je 1670 mm a vzadu 1640 mm. Hmotnost vozu je 1080 kg.